# Style mosan
Ne doit pas être confondu avec art mosan.

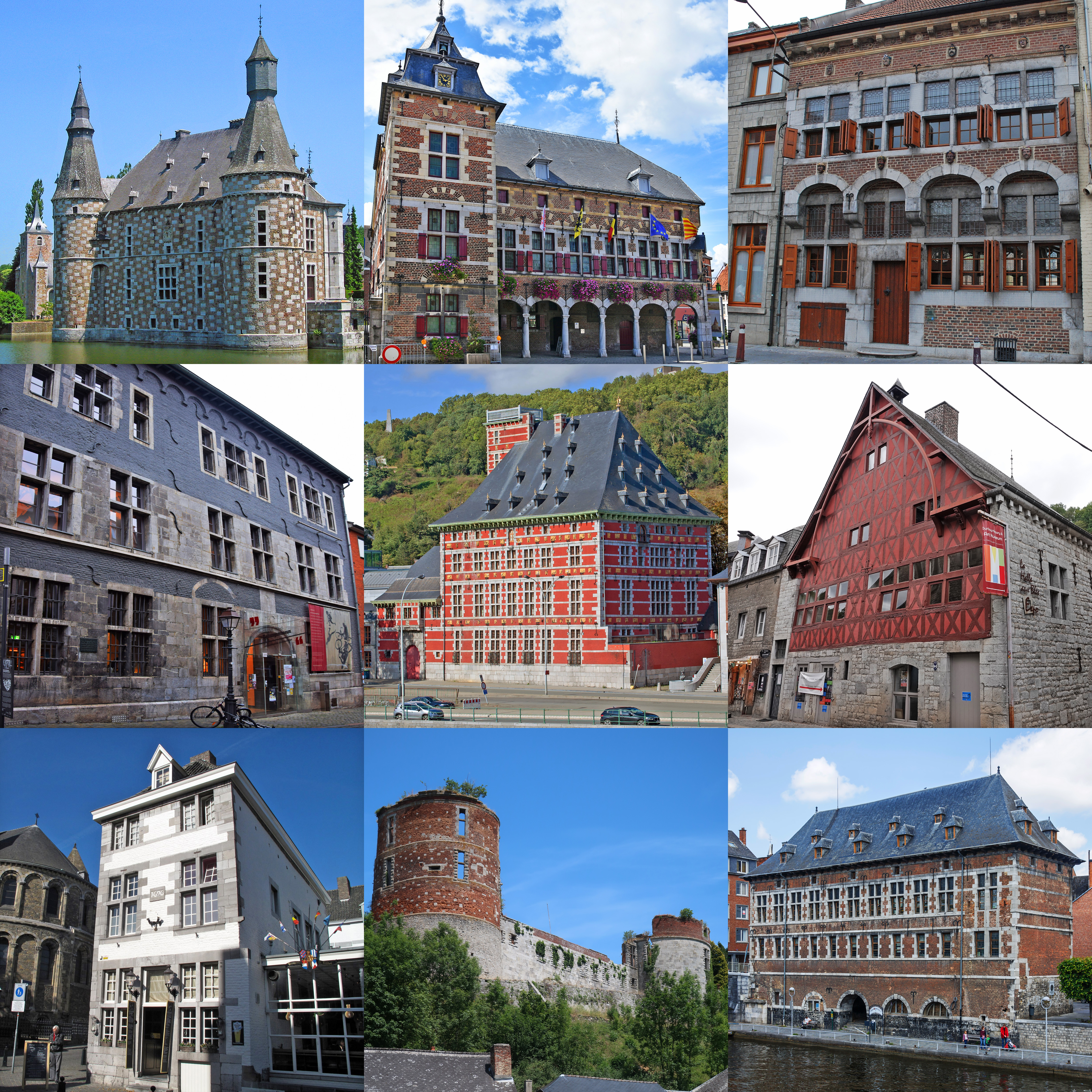
De gauche à droite et de haut en bas : le château de Jehay (id.), l'hôtel de ville de Looz (id.), la maison De Gapers (Maaseik), la grande maison (Aix-la-Chapelle), le palais Curtius (Liège), la halle aux blés (Durbuy), maison (Maastricht), le château de Hierges (id.), la halle al'Chair (Namur).

Le style mosan,, aussi appelé Renaissance mosane,, est un style d'architecture traditionnel propre à la région de l'ancienne principauté de Liège, couvrant la période de la fin du XVIe siècle au début du XVIIIe siècle.

## Historique
Le style mosan apparaît progressivement à Liège et sa principauté durant le XVIe siècle, ses caractéristiques finales s'établissant durant le dernier quart de ce siècle. Durant cette période, il s'étend dans toute la principauté et les entités voisines comme le comté de Namur ou le duché de Limbourg. Il est porté par la section de la Meuse qui traverse le territoire de l'ancienne principauté, ainsi que ses principaux affluents et sous-affluents de la région comme la Sambre, l'Ourthe, la Vesdre, le Geer, la Rour et la Wurm.
Son étendue couvre les pays et régions modernes suivants : en Allemagne, la Rhénanie-du-Nord-Westphalie ; en Belgique, les provinces de Hainaut, Liège, Limbourg, Luxembourg et Namur ; aux Pays-Bas, la province de Limbourg ; en France, le département des Ardennes. Une partie de ces territoires couvre ce qu'on appelle le Pays mosan.

### Prémices: Gothique tardif et Renaissance italienne
Au début du XVIe siècle, la technique des colombages, héritée du Moyen Âge, est le style dominant dans les villes mosanes. Face à sa trop grande vulnérabilité face aux incendies, cette technique est interdite au XVIIe siècle par les ordonnances de Jean-Louis d'Elderen, prince-évêque de 1688 à 1694, interdisant l'emploi du bois. Les colombages auront presque entièrement disparu à front de rue à la fin du XVIIe siècle. Il faudra cependant attendre la seconde moitié du XVIIIe siècle pour qu'ils disparaissent totalement de villes de la principauté comme Liège ou Verviers, qui l'utilisent encore à l'époque pour les façades arrières et mitoyennes.

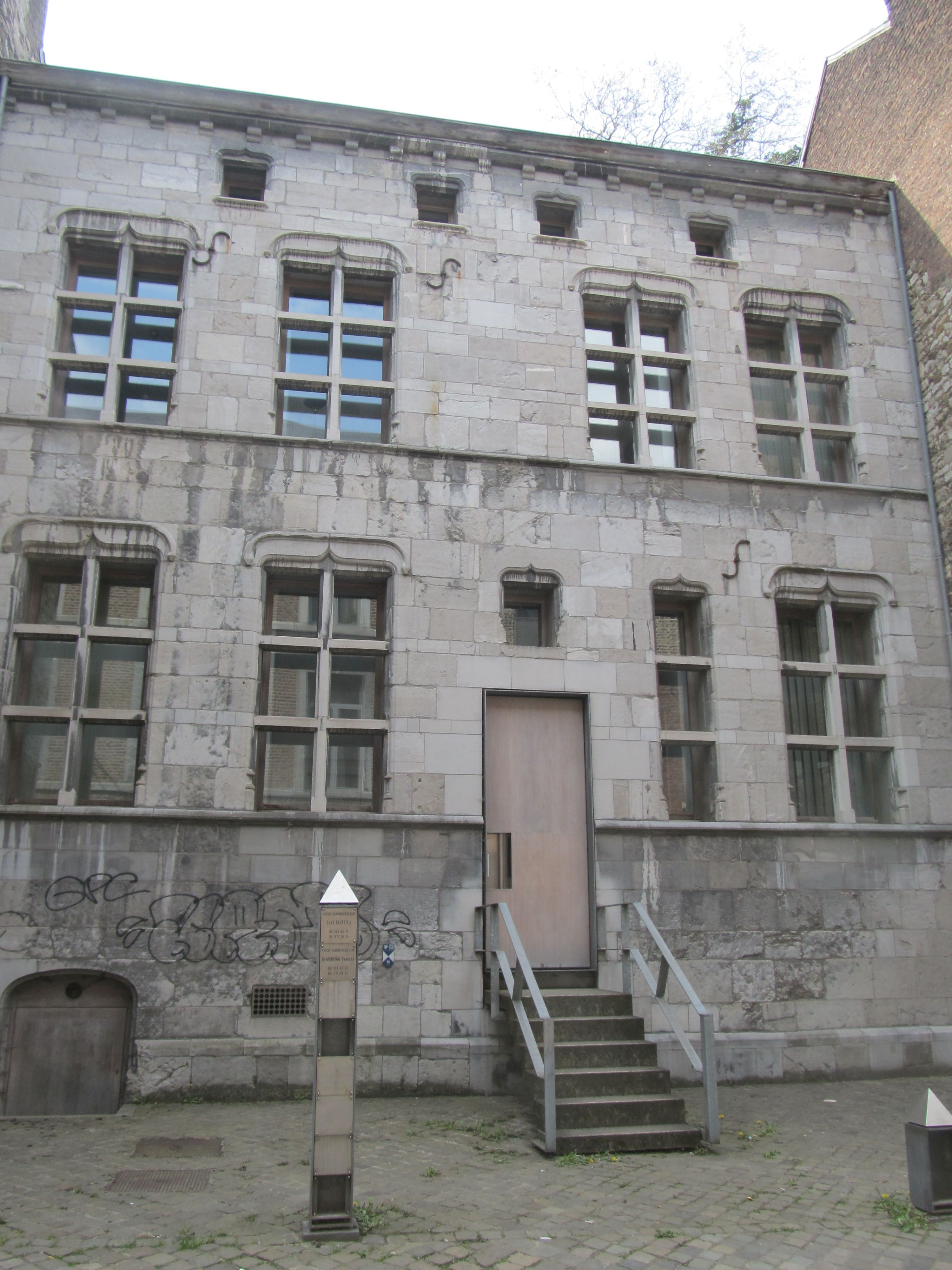
Maison de style gothique tardif avec croisées reconstituées, Huy.

Au début du XVIe siècle, un style intermédiaire entre le style gothique et le style mosan, défini par l'architecte Albert Puters et couramment nommé « gothico-Renaissance », peut être identifié. Les bâtiments concernés peuvent aussi être qualifiés de « gothique », « Renaissance », « gothico-renaissant » ou « gothique tardif ». Ce style, privilégiant la pierre de taille, présente des traits gothiques hérités du Moyen Âge (notamment le linteau en accolade ou en batière) mélangés aux dernières innovations de la Renaissance. On le retrouve à Huy, avec notamment la maison Nokin et l'hôtel d'Oultremont (1559) ; à Liège, avec notamment les cours intérieures (dont les colonnes de la cour d'honneur) et la façade arrière du palais des princes-évêques (1526), la maison d'Amay (c. 1544), l'hôtel de Sélys-Longchamps, le refuge de l'abbaye d'Aulne, l'hôtel Brictius (c. 1540) et l'hôtel de Cortenbach (démoli en 1974) ; à Maastricht, avec l'hôtel du gouvernement espagnol aux colonnes semblables à celles du palais des princes-évêques de Liège et le cloître du couvent des Croisiers (nl).
Ensuite, durant la seconde moitié du même siècle, l'architecte Lambert Lombard importe les canons de l'architecture de la Renaissance italienne. Quelques constructions de Lombard à Liège s'inscrivent dans cette approche, dont le portail de l'église Saint-Jacques (1558) et l'hôtel Torrentius (1565). D'autres édifices lui sont hypothétiquement attribués, dont l'hôtel Desoër de Solières (1555) la maison Porquin (1570, démolie en 1904),, une maison rue Grande-Bêche (démolie en 1908) et une avenue Blonden (démolie avant 1936), qui aurait aussi été son domicile. À la fin du XVIe siècle cependant, ce style n'a pas perduré et les architectes locaux renouent avec des styles plus autochtones.
C'est dans ce contexte qu'apparaît le style mosan, un alliage des trois styles cités précédemment. Il conserve des éléments gothiques (fenêtres à croisée), intègre quelques éléments hérités de la Renaissance (maçonnerie mixte, arcs en plein cintre), et applique à la maçonnerie la structure du colombage.

### XVIIesiècle: Apogée du style mosan

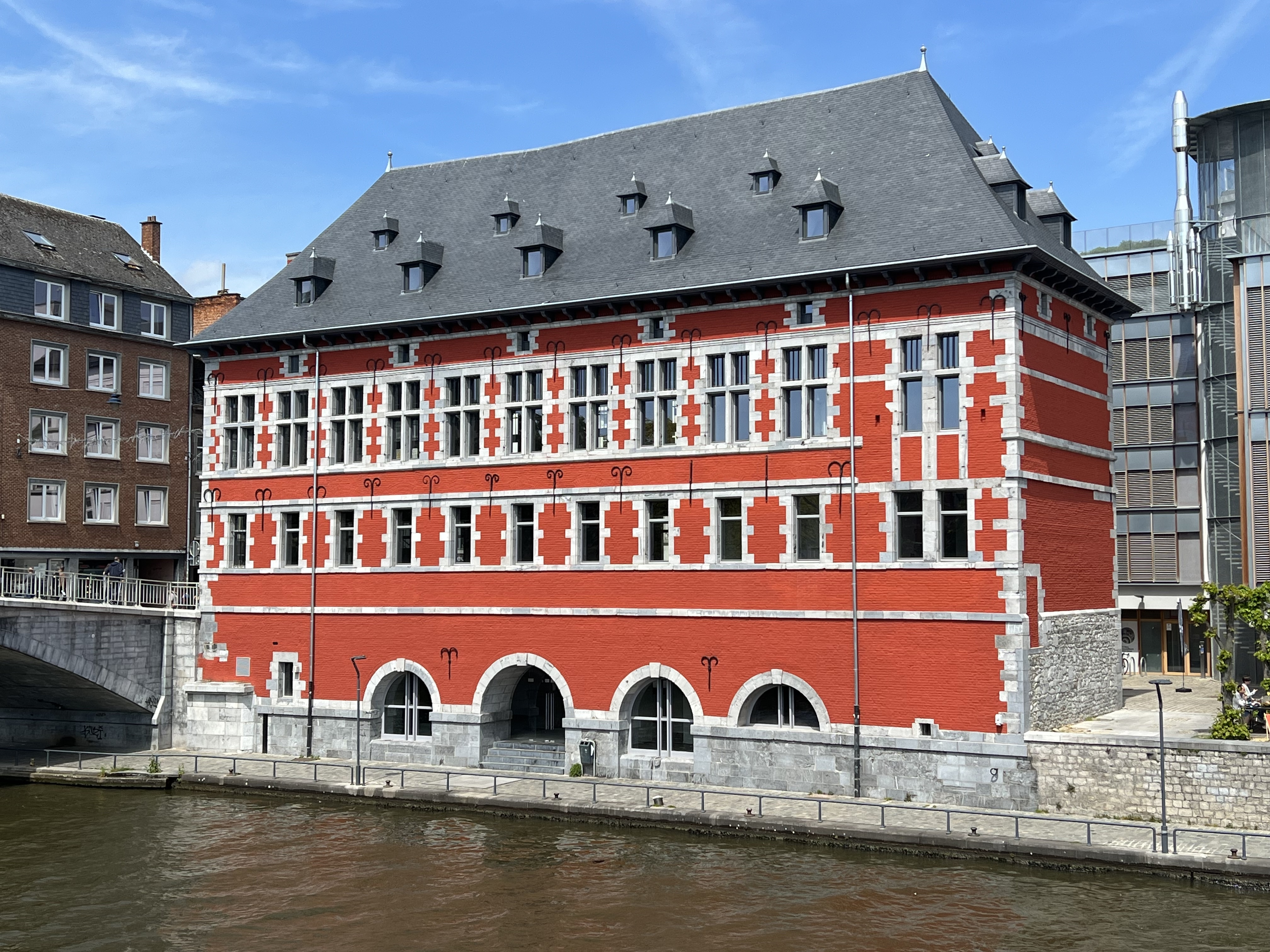
Halle al'Chair (1588), Namur.

Les premiers exemples de style mosan proprement dit apparaissent durant le dernier quart du XVIe siècle. Il voit ensuite son apogée durant la majorité du XVIIe siècle, principalement durant la première moitié, la seconde moitié du siècle voyant à nouveau une diversification des styles.
Le terme « Renaissance mosane » (en néerlandais « Maaslandse renaissance », littéralement « Renaissance du Pays mosan ») est attribué à l'historien de l'art Joseph Timmers (nl) qui l'aurait défini pour souligner l'individualité de l'architecture du pays mosan liégeois et limbourgeois du XVIIe siècle. Il est relayé par d'autres spécialistes tels que l'architecte Albert Puters. Il ne fait pas cependant pas l'unanimité chez les spécialistes. Selon certains, ce style est un dérivé du style gothique brabançon qu'on retrouve durant la même période à travers le duché de Brabant, province des Pays-Bas espagnols, état voisin de la principauté à l'époque. Pour d'autres, le rapport avec la Renaissance, qui renoue avec les canons antiques, est inexistant. Pour cette raison, des spécialistes comme l'historien Jacques Stiennon, l'historienne Ann Chevalier ou encore le professeur d'histoire de l'architecture Konrad Ottenheym considèrent que l'utilisation du terme « Renaissance mosane » est incorrect. Le terme « style mosan » (en néerlandais « Maasstijl ») est préféré à la place, ou aussi le terme simplifié et générique, « traditionnel ».

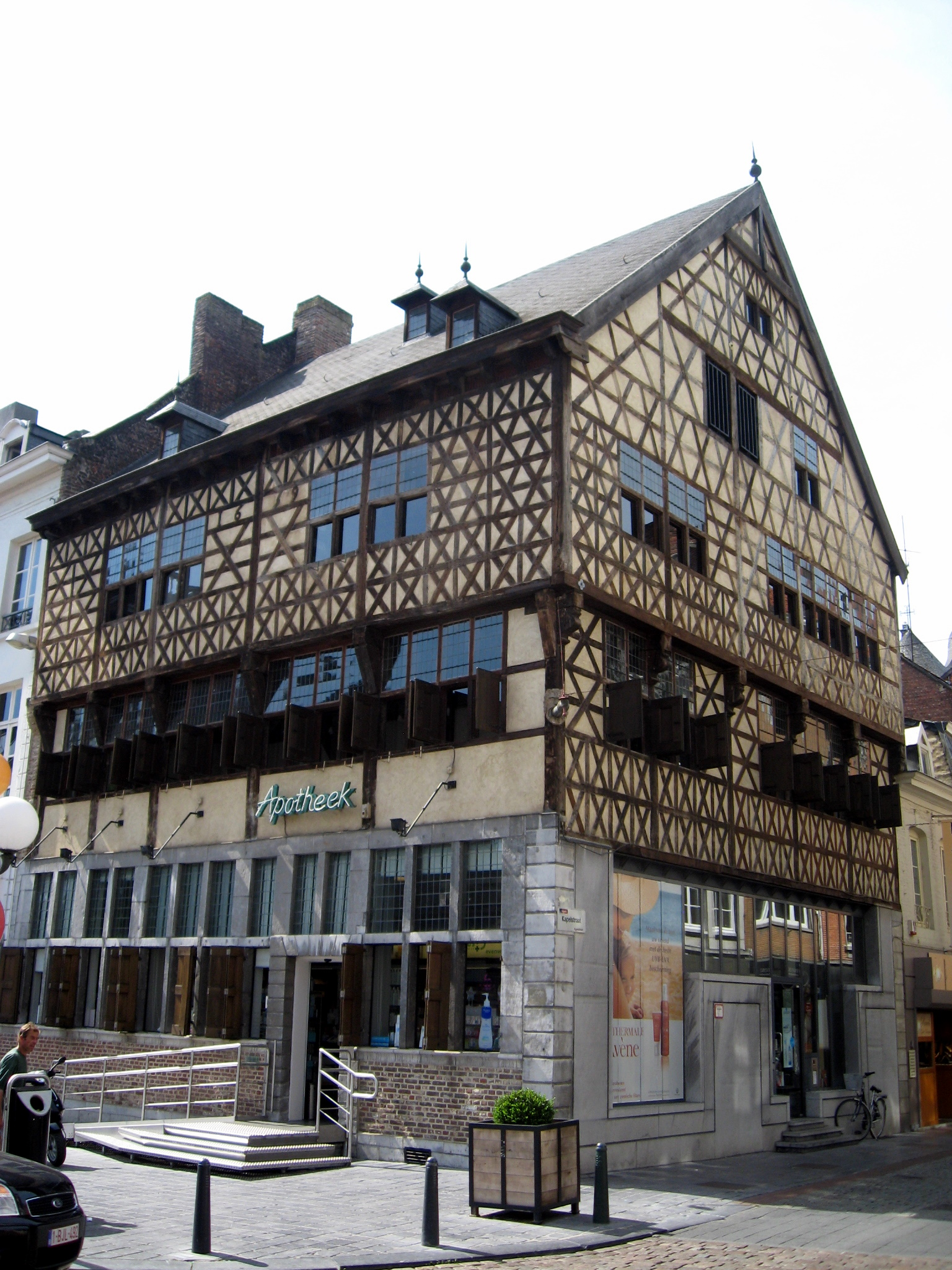
Auberge Het Sweert (1659) et sa façade à colombages, Hasselt.

Le style mosan est principalement utilisé pour les maisons (à usage civil ou religieux) ou les bâtiments publics, rarement pour les lieux de culte, le vocabulaire gothique, baroque et classique prévalant plutôt pour ces dernières (notamment l'église Saint-Jean-Baptiste (nl) de Tongres dont seul le clocher (1615) est de style mosan, tandis que la nef de la même époque est de style classique).
Les techniques des colombages cohabitant encore à cette époque avec les techniques de maçonnerie, chacune a ses caractéristiques. La façade à colombages mosane, tout d'abord, présente une structure réticulée (quadrillée) créée par la régularité de placement des poutres horizontales et verticales, et l'utilisation systématique de la fenêtre à croisée, souvent en baie jointive, elle-même reprenant le quadrillage à travers les carreaux des fenêtres, renforçant en deux temps l'aspect réticulé. La façade présente un étage en encorbellement par rapport à l'étage inférieur, et le tout repose sur un soubassement de pierre.
Les compartiments entre les poutres, remplis de torchis ou de brique, sont renforcés par des croix de saint André, tandis que sur les façades latérales de grandes guettes obliques sont utilisées au lieu des croix.

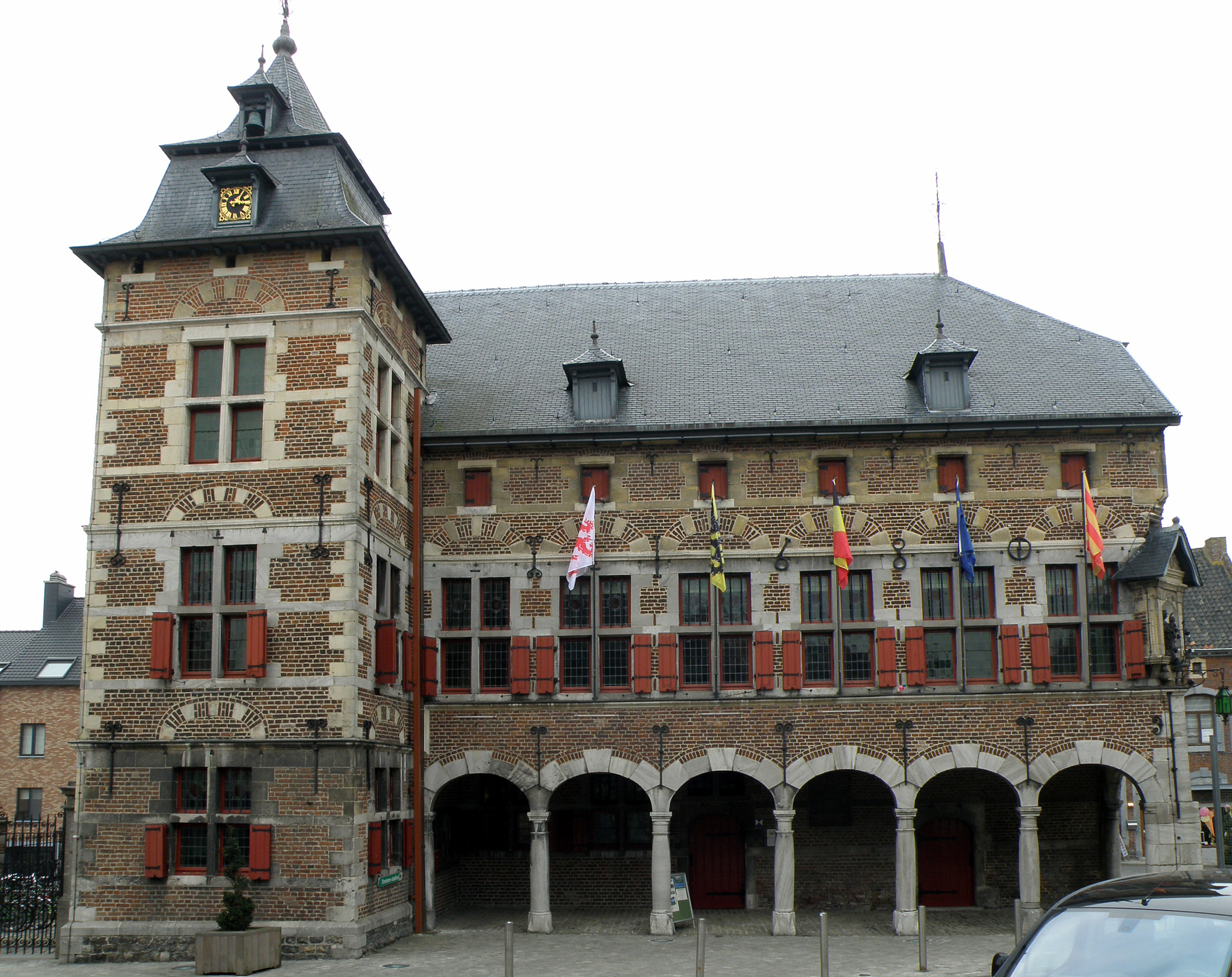
Hôtel de ville de Looz (1680), présentant un grand nombre des caractéristiques du style mosan.

La façade maçonnée de style mosan, sobre, a souvent une allure massive et défensive, surtout dans les bâtiments importants ou à la campagne.
Comme dans la façade à colombages, on retrouve la fenêtre à croisée, la plupart du temps sans modénature. Les fenêtres peuvent aussi être à simple meneau ou traverse, voire aucun pour les fenêtres de petite taille. La fenêtre à croisée compte de quatre à douze jours. Ils sont tous de taille identique, ou très semblable, les différenciant du style brabançon où le jour supérieur est plus petit et où les croisées sont moins épaisses.
Les linteaux des fenêtres sont coiffés d'arcs de décharge en brique, remplissant une fonction à la fois décorative et fonctionnelle. Les tailles des fenêtres suivent une hiérarchie décroissante de bas en haut dans la façade : des fenêtres à croisée aux deux premiers étages, et des fenêtres à simple meneau ou sans division au troisième étage. Les carreaux de fenêtre sont rectangulaires et mis en plomb, et sont de couleur rose ou verte. Ils sont parfois décorés d'armoiries peintes. Seuls les jours inférieurs des fenêtres à croisée sont ouvrants, et sont protégés par des volets. Les vitres des jours supérieurs sont fixes et affleurantes à la façade. Les jours ouvrants sont parfois protégés de barreaux de fer forgé.
La porte d'entrée est à vantail unique, basse, avec un linteau droit ou en plein cintre, souvent surmontée d'une imposte (rectangulaire au XVIIe siècle, puis ovale au XVIIIe siècle) séparée de la porte par une traverse. On y accède par un perron.

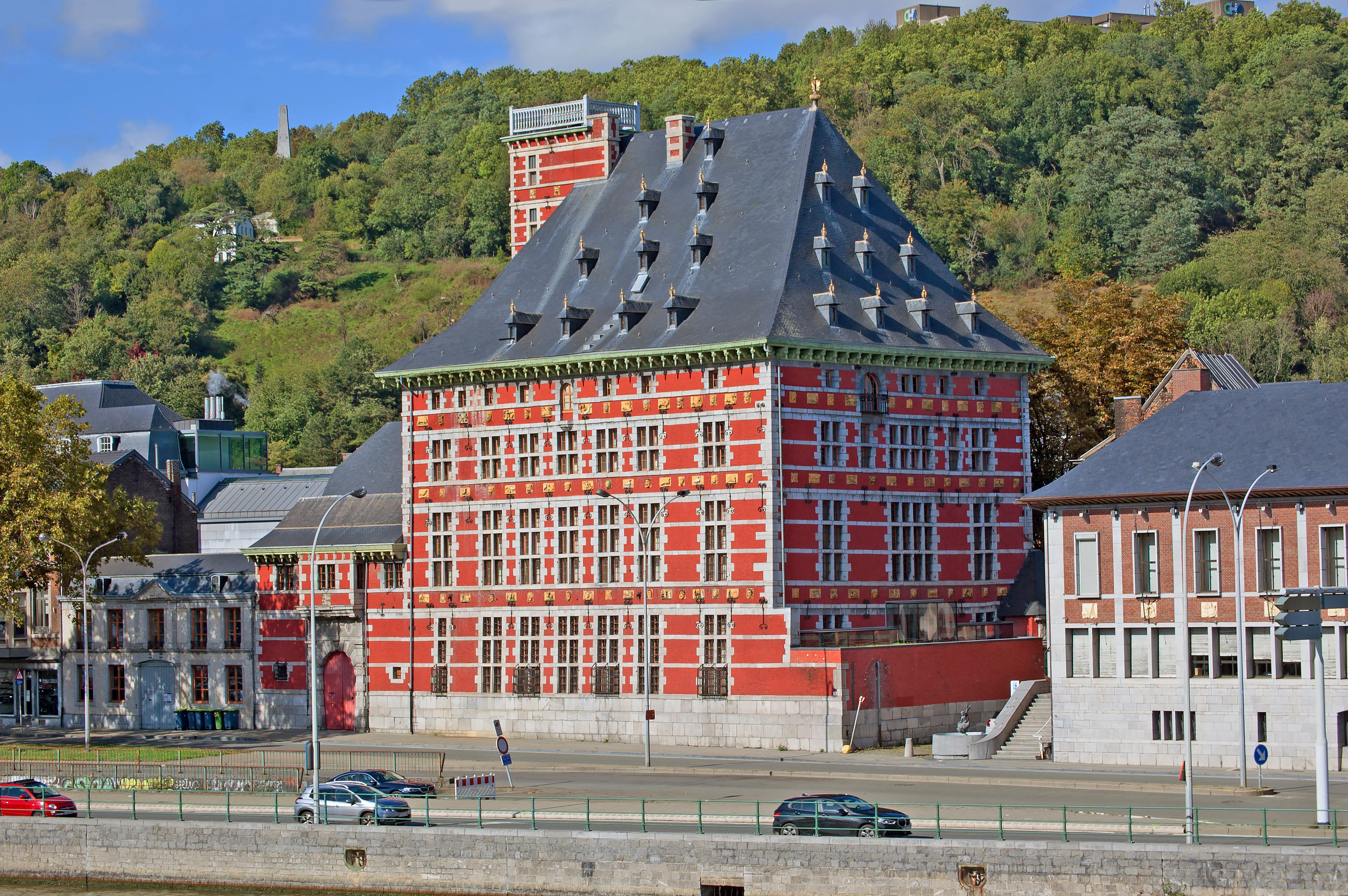
Palais Curtius (1600), Liège.

La façade de style mosan est à l'origine marquée par son horizontalité appuyée par l'usage des cordons de pierre sur toute la largeur de la façade, sans modénature comme les croisées, donnant une alternance brique / pierre sur toute la hauteur pour donner des jeux de couleur. En Belgique, leur usage est moins marqué à la campagne. Aux Pays-Bas, on retrouve une utilisation fréquente de l'alternance brique / pierre à taille égale sur toute la façade, appelée aussi « couche de lard », de son apparence rappelant l'alternance viande / gras du lard. Les chaînes d'angle des façades et les piédroits sont à l'origine à chaînage de pierre (donc de taille irrégulière), et plus tard harpés (donc de taille régulière). La façade réticulée, présente dans les colombages par le prolongement des piédroits, ne fait son apparition dans la maçonnerie que durant le dernier quart du XVIIe siècle.
Les compartiments, repris des colombages, sont remplis par de la brique. À l'opposé du gothique tardif où elle domine, la pierre de taille est moins utilisée, et l'usage des moellons est fréquent à la campagne. Le soubassement est en moellons ou pierre de taille. La pierre utilisée est celle endémique à la vallée de la Meuse, à savoir le calcaire, le grès dans une moindre mesure, et le tuffeau.
Les corniches sont soit à cymbales (des consoles de bois décorées de pendeloques en forme de glands ou d'olives), soit en briques en arrangement denté ou redenté (plusieurs rangées de briques posées obliquement), ou denticulé. Le pignon à rue n'est pas courant ; c'est le mur gouttereau qui sert la plupart du temps de façade principale. Certains pignons sont cependant à gradins, à volutes ou à croupette.

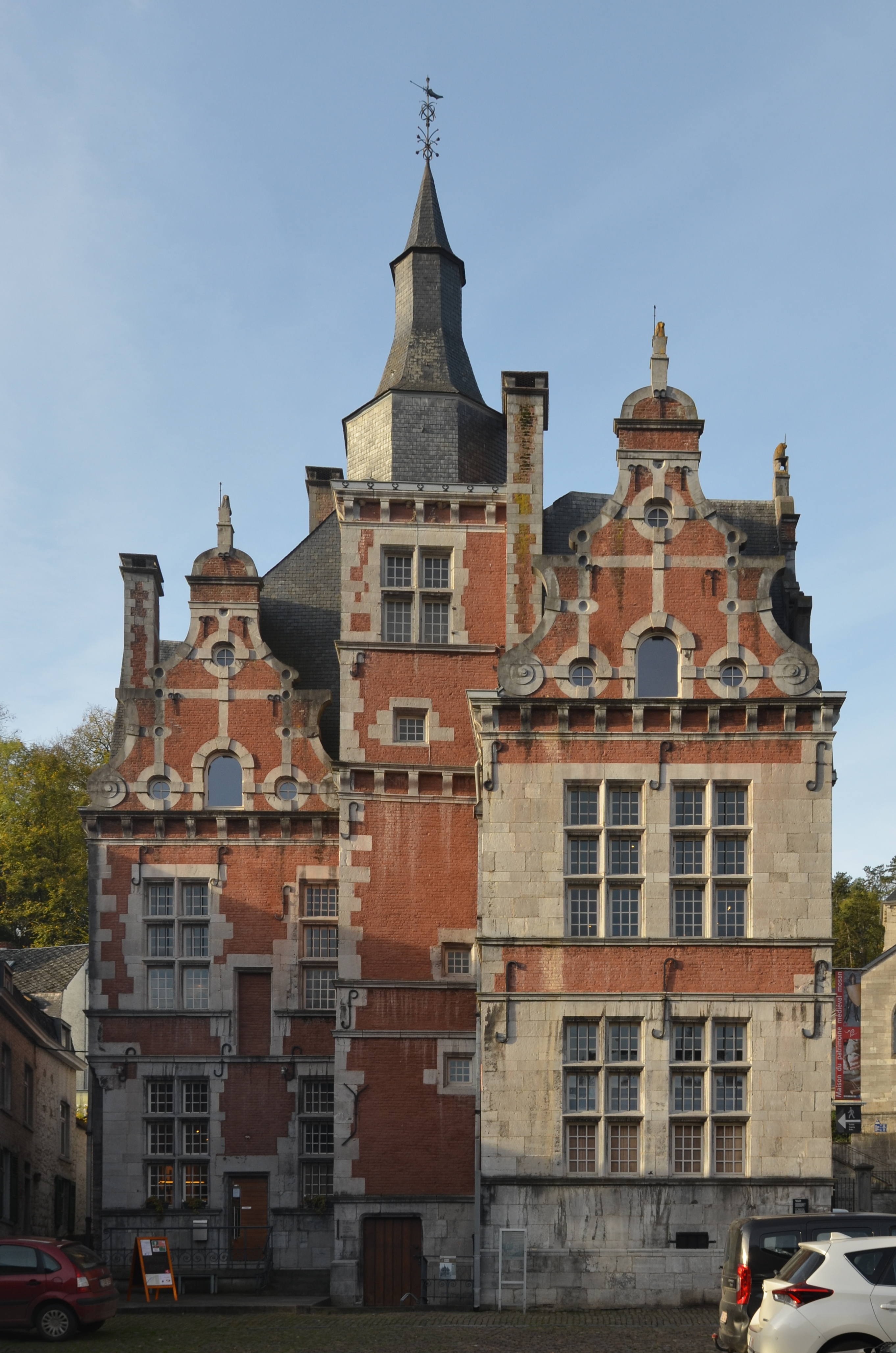
Maison dite "espagnole", fortement influencée par le maniérisme flamand, Bouvignes-sur-Meuse (c. 1620).

La toiture est d'une hauteur importante, parfois rehaussée de coyaux. Les lucarnes sont nombreuses et parfois rehaussées d'épis. Les tours peuvent être parfois surmontées d'un toit à bulbe.
Dans les constructions plus riches, les allèges, assez hautes, sont parfois décorées de bas-reliefs, souvent en tuffeau, et dans les cas des établissements, c'est aussi dans les allèges que les enseignes, en pierre, sont placées, même si à cette époque l'enseigne de métal perpendiculaire à la façade est encore de rigueur. D'autres éléments sculptés peuvent être présents entre les consoles des corniches. Ces éléments étaient souvent polychromes. Des ancres sous forme de volutes ou de millésime parsèment la façade. L'usage d'un enduit de couleur sang de bœuf sur les façades est assez répandu.
Certains bâtiments plus riches comme les hôtels particuliers, les châteaux et monastères présentent des galeries couvertes avec colonnes toscanes galbées.

### XVIIIesiècle: Styles tardifs et disparition

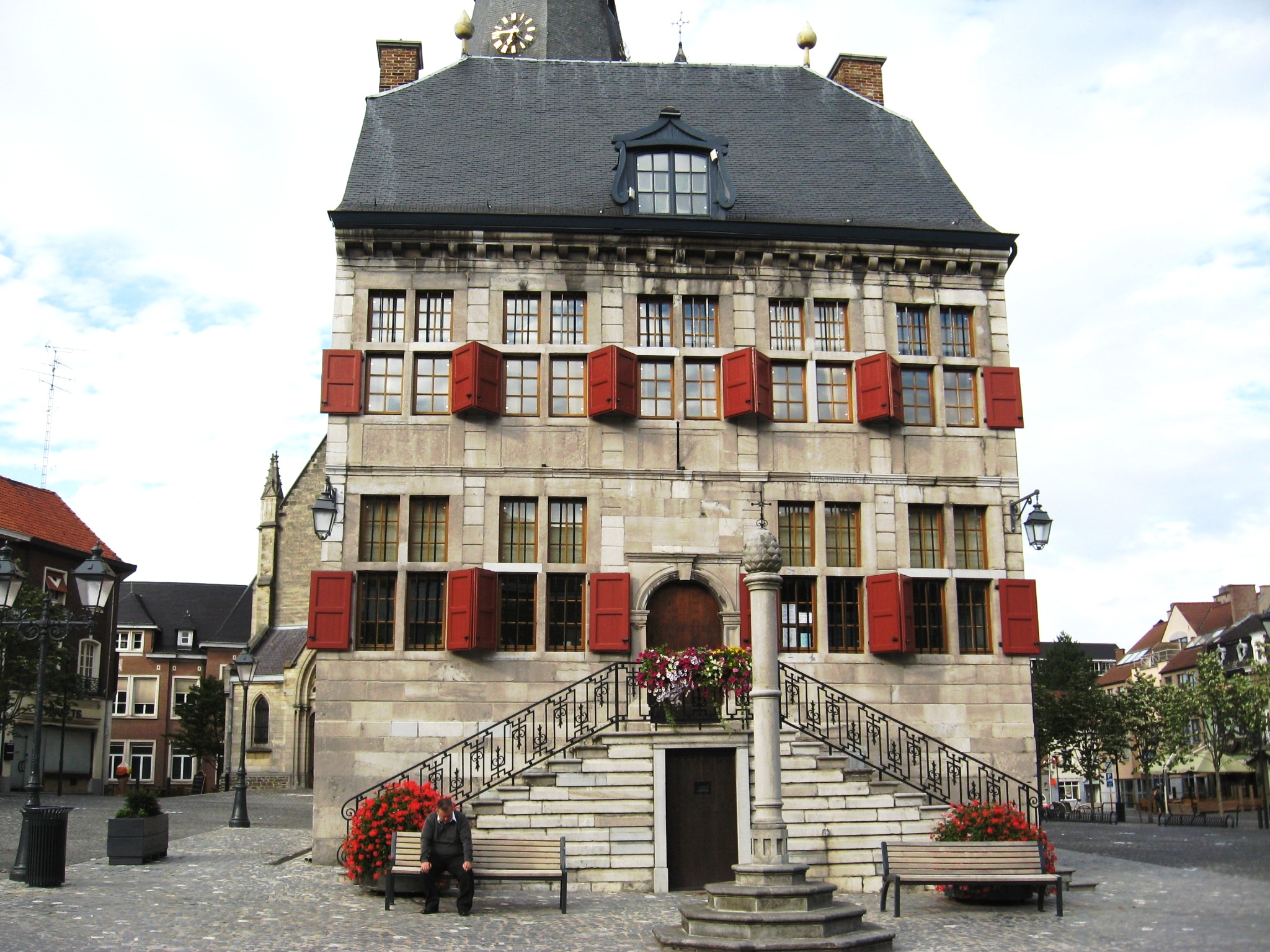
Hôtel de ville de Bilzen (1686), de style tardif réticulé du XVIIe siècle.

À la fin du XVIIe siècle, le style mosan vit ses dernières années et cohabite avec d'autres styles architecturaux qui influencent ses caractéristiques.
L'un de ces styles tardifs, apparaissant à la charnière des XVIIe et XVIIIe siècles, garde la structure réticulée du style mosan mais privilégie des façades entièrement en pierre, avec une décoration inspirée par la France tels que des pilastres à refend ou les allèges à cartouche et décorées de motifs classiques. La fenêtre à croisée est toujours d'usage mais disparaît peu à peu grâce aux progrès de la verrerie qui favorisent des vitres plus grandes, et les croisées sont de plus en plus supprimées des édifices gothiques tardifs et mosans plus anciens. Les fenêtres continuent cependant de suivre la hiérarchie décroissante du style mosan. Amorcé à Liège avant le bombardement français de 1691, il perdure dans le cadre de la reconstruction de la ville. De nombreux exemples subsistent à Liège, notamment En Neuvice et quai de la Goffe. L'influence de la France à cette époque se retrouve aussi à travers le style classique, avec des exemples comme l'hôtel de Stockhem de Heers (c. 1700), l'hôtel de Méan (1662, démoli en 1974) et la Violette (1714).

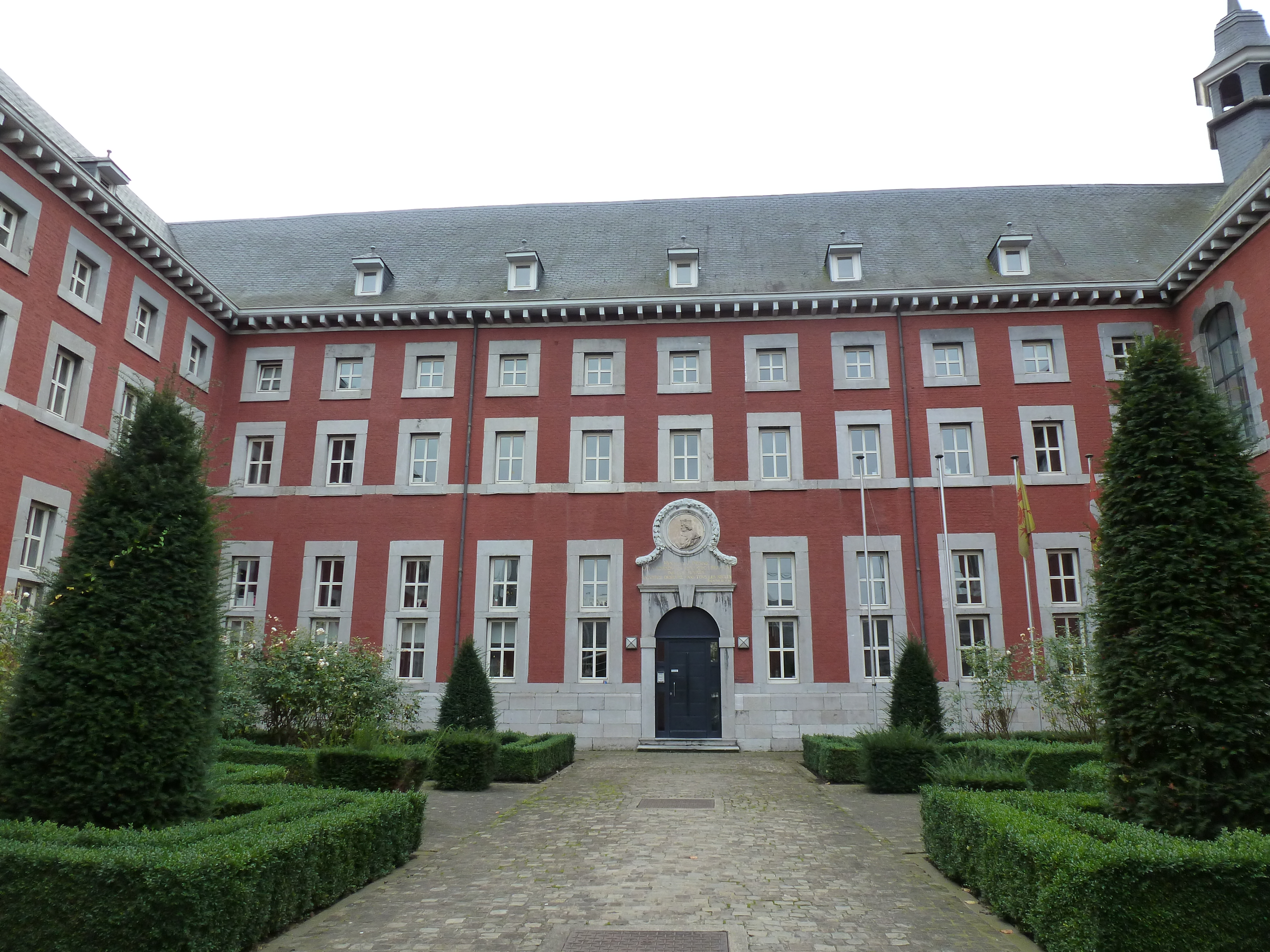
Cour gauche de l'hospice des Incurables, Liège (1701).

Un autre style tardif, situé aussi à la charnière des deux siècles jusqu'à la fin du premier quart du XVIIIe siècle, garde aussi dans certains cas la fenêtre à croisée, mais les jambages sont continus au lieu d'être harpés, et les cordons reliant les baies sont délaissés. Les fenêtres du rez peuvent être à simple meneau et les façades sont en brique enduite. Les chaînes d'angle des façades sont aussi systématiquement harpés et non plus chaînés. On le retrouve à Liège avec l'hospice des Incurables et des filles repenties (1701) et l'hôtel Somzé, à Flémalle avec le château d'Aigremont (1717), à Aubel avec l'abbaye du Val-Dieu.

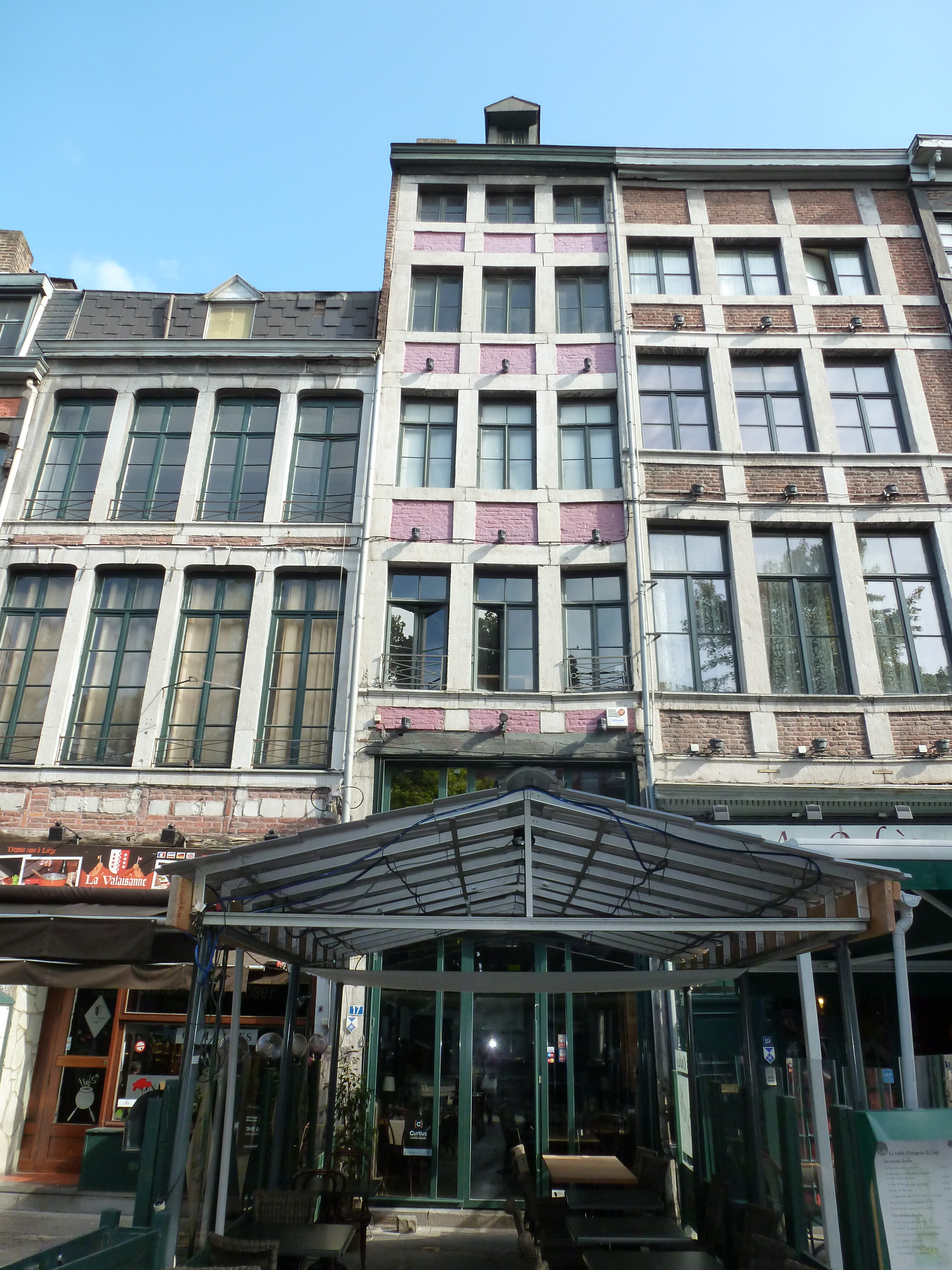
Maisons de la place du Marché, Liège, de style tardif réticulé du XVIIIe siècle.

Le dernier style héritier du style mosan apparaît durant le premier quart du XVIIIe siècle. Il présente toujours la structure réticulée et des compartiments en brique ou à cartouche mais a totalement abandonné les croisées. À la moitié du XVIIIe siècle, le style mosan a disparu de la ville et disparaît des campagnes. L'influence des styles français s'accentue et les linteaux se diversifient, avec notamment la propagation du linteau bombé, avec ou sans clé, apparu initialement au XVIIe siècle avec le style Louis XIII. Les styles importés comme le classique, apparu lui aussi au XVIIe siècle, ainsi que le néo-classique, Régence, ou encore rocaille deviennent dominants, favorisant une ouverture de la façade vers l'extérieur, à l'opposé du style mosan fermé, et avec des niveaux de sophistication des façades variables suivant le statut du bâtiment.

### Résurgence: le style néo-mosan

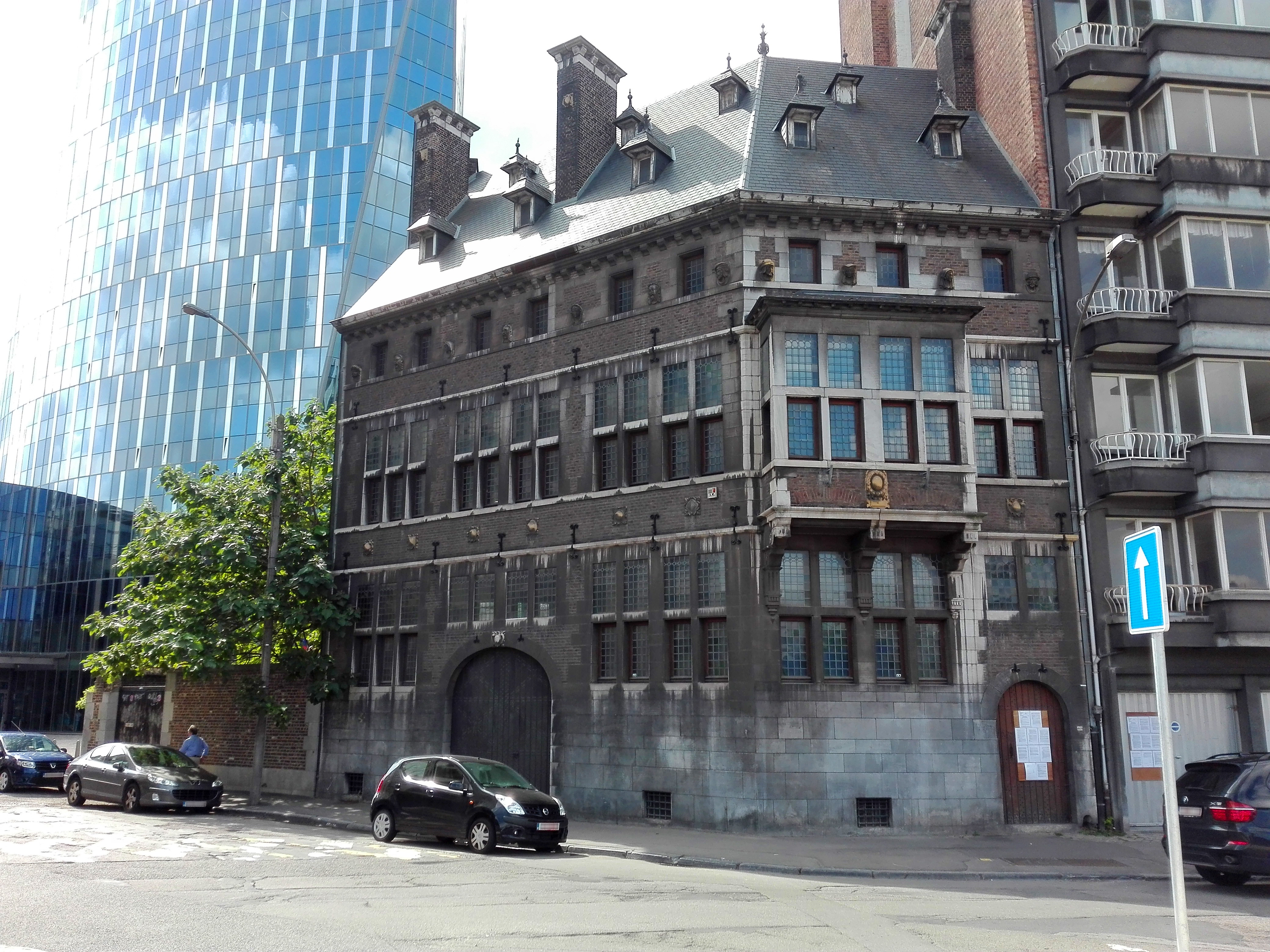
L'hôtel Rigo (1916), Liège.

Comme tout style antérieur à l'époque contemporaine, le style mosan possède aussi son pendant historiciste sous la forme du « style néo-mosan », aussi parfois appelé « néo-Renaissance ». Il voit le jour à la charnière des XIXe et XXe siècles, favorisé par l'Exposition universelle de Liège de 1905. Il est représenté par des architectes liégeois tels que Joseph Lousberg ou Paul Jaspar (qui utilise le terme « style wallon »), et est parfois mélangé aux canons du style Art nouveau.
Il est utilisé dans les bâtiments publics, pour lesquels le style néo-classique était précédemment la norme, et les maisons particulières. Certains bâtiments de style mosan sont aussi fortement restaurés au début du XXe siècle, avec des ajouts d'éléments inédits néo-mosans.
Les fenêtres de certains bâtiments du XVIIIe siècle sont pourvues de croisées au XIXe siècle. On trouve des exemples à Liège avec la maison des Récollets et à Saint-Hubert (Mirwart) avec le château de Mirwart.
Ce style étant historiciste et non d'époque, il n'est pas toujours considéré comme suffisamment digne d'intérêt par les autorités. L'hôtel Rigo par exemple, hôtel particulier construit par l'architecte Lucien Bécasseau en 1916, n'était pas prévu dans le programme de réaménagement de la zone de la gare de Liège-Guillemins car considéré comme du « faux vieux » sans valeur architecturale par Michel Firket, l'échevin de l'Urbanisme de la ville à l'époque. Malgré de nombreuses protestations des défenseurs du patrimoine, de pétitions, de recours en justice et de propositions d'inclusion de la maison au projet de réaménagement, elle est démolie en 2017-2018,.

### Préservation

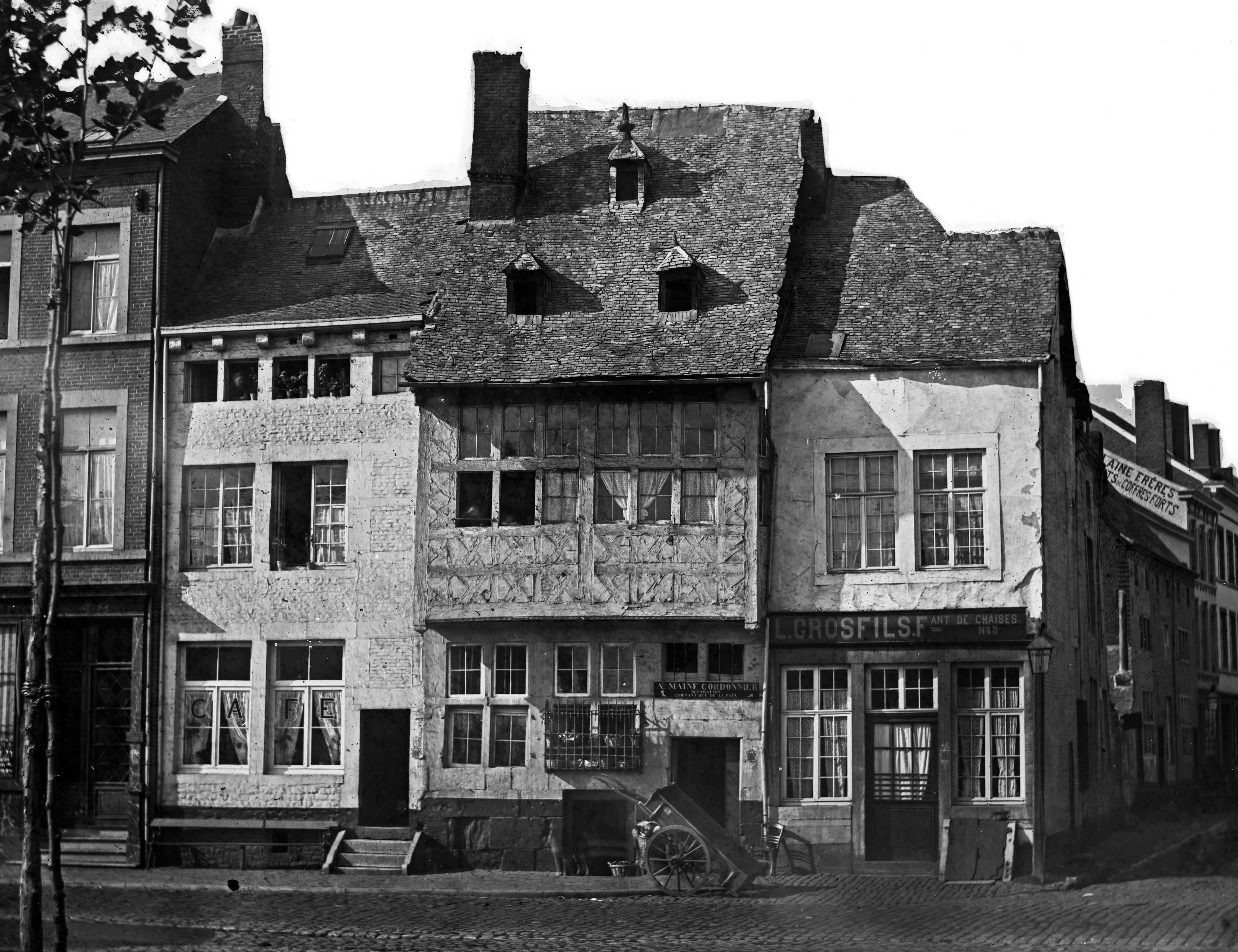
Maisons du XVIIe siècle au coin du boulevard d'Avroy et de la rue Sainte-Véronique, Liège, démolies en 1914.

À Liège, de nombreux bâtiments de l'Ancien Régime disparaissent durant la seconde moitié du XIXe siècle, dans le cadre de l'arrivée du chemin de fer, des suppressions et rectifications de la Meuse et de l'Ourthe et de leurs bras secondaires, et de percements de nouvelles voies.
La charnière des XIXe et XXe siècles et la seconde moitié du XXe siècle voient de nouvelles vagues de démolitions, assainissement de quartiers et d'autres rectifications des cours d'eau, accompagnés par des conséquents travaux de préservation, alliant des approches autant traditionnelles que contemporaines. Durant ces deux périodes, de nombreux bâtiments sont inventoriés, préservés et valorisés.
Au début du XXe siècle, cela est fait via les travaux de spécialistes tels que l'historien Théodore Gobert, l'avocat Gustave Ruhl, le bibliothécaire Eugène Polain et les architectes Joseph Lousberg et Paul Jaspar.
Pendant et après la Seconde Guerre mondiale, des inventaires plus systématiques sont mis en place. Le premier est mené durant la guerre par l'occupant via le CRGP, puis par l'IRPA au milieu des années 1950 et à nouveau 10 ans plus tard, et enfin par l'inventaire du patrimoine monumental en 1973 et dans les années 2000,,.
Plusieurs projets de sauvegarde et la restauration de plusieurs bâtiments sont menés par des architectes comme Charles Vandenhove et Jean Francotte dans les années 1970 et 1980,.
Entre 1904 et 1909, le palais Curtius est restauré par Joseph Lousberg, architecte communal, et à nouveau entre 2001 et 2003, dans le cadre de la création du musée du Grand Curtius.
Dans les années 1970 et 1980, Charles Vandenhove restaure plusieurs édifices, pour la majorité de style Renaissance ou mosan, en reconstituant leurs croisées en bronze et en style contemporain. De 1978 à 1985, il revalorise un bloc du quartier Féronstrée et Hors-Château en créant la cour Saint-Antoine et en restaurant les maisons de la rue Hors-Château situés aux numéros 98 à 116,. De 1978 à 1981, il restaure l'hôtel Torrentius. Au début des années 2000, il restaure l'hospice de Sainte-Barbe.

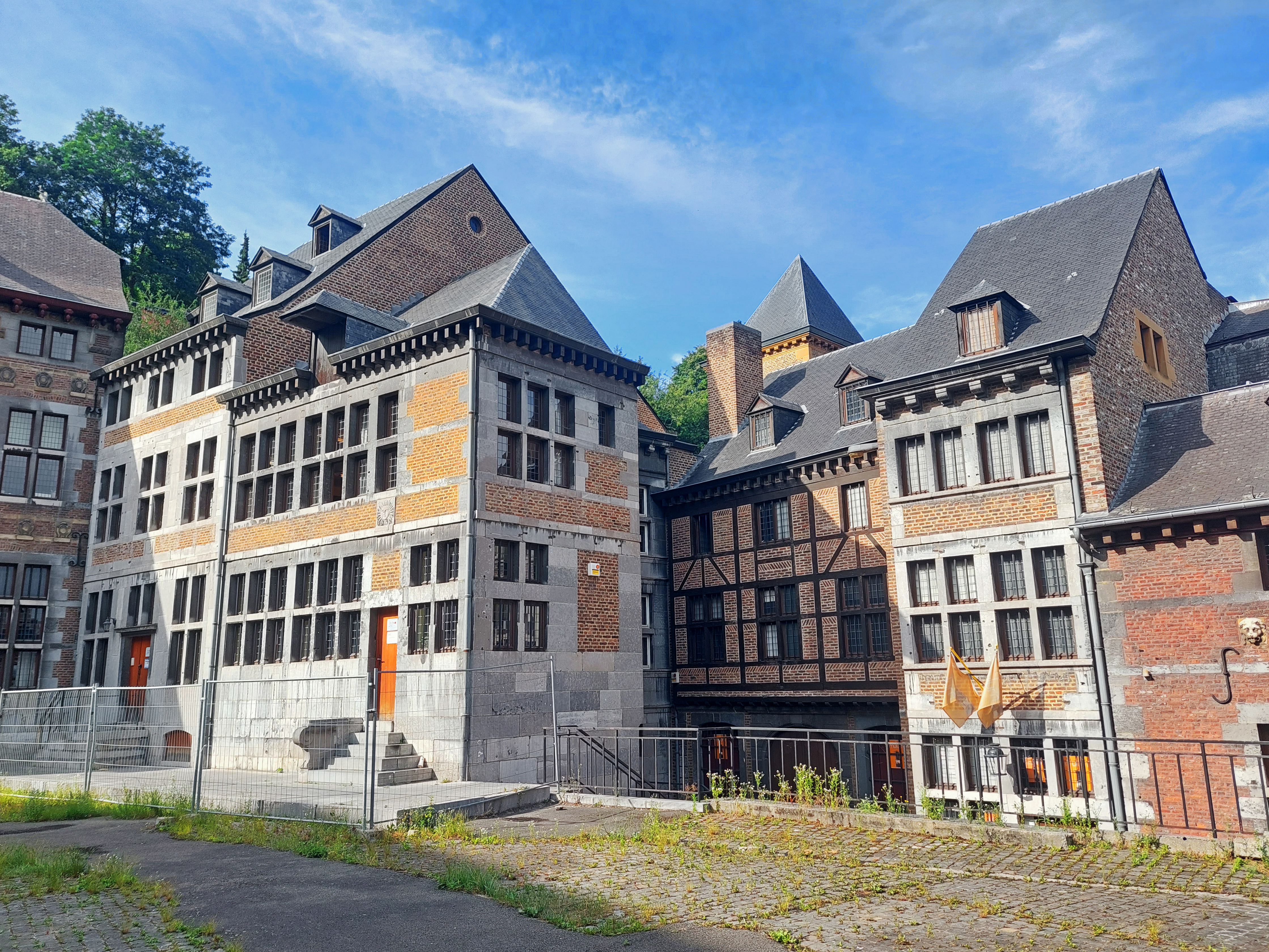
Maisons reconstruites par Francotte rue Mère-Dieu, Liège.

Jean Francotte, quant à lui, en tant qu'architecte-restaurateur de la ville sous l’échevinat des Travaux publics de Jean Lejeune (1959-1976), période de grandes démolitions, préserve des façades de bâtiments voués à la démolition et les reconstruit, le plus souvent en façadisme, dans trois « îlots archéologique » situés cour des Mineurs / rue Mère-Dieu / impasse des Ursulines, Féronstrée / rue Saint-Georges / rue Sur-les-Foulons, et rue Saint-Remy. L'îlot Ursuline / Mère-Dieu, conçu entre 1973 et 1975, n'inclut que des bâtiments de style mosan, notamment le couvent des Mineurs et le béguinage du Saint-Esprit, déjà présents, une façade de la ferme Samuel, provenant d'Angleur et déjà reconstruite à cet endroit en 1950 par l'architecte Camille Bourgault, et le relais de poste provenant de la rue Saint-Jean-Baptiste. Il s'inscrit à l'époque dans une création de complexe de musées, dont le musée de la Vie wallonne et le musée des transports. À l'opposé de Vandehove et ses croisées contemporaines, Francotte les reconstitue dans leur forme calcaire originelle. Parmi ses autres restaurations de bâtiments de style mosan figure aussi le couvent des Récollets, situé rue Georges Simenon, où il inclut en 1979 le portique du château de Gaillarmont (Chênée), démoli en 1976,,.
De 1995 à 1997, la halle aux viandes est restaurée par les architectes Pierre Hebbelinck et Alain Richard, qui proposent de simples traverses d'aluminium en place des croisées disparues.
Dans les années 2010-2020, plusieurs édifices de style mosan sont restaurés, avec différentes approches. Le couvent des Sépulcrines de Sainte-Agathe, rue Saint-Laurent, est transformé en 2011-2019 en bureaux avec un minimum d'interventions contemporaines et sans reconstituer les croisées. Le refuge de l'abbaye du Val-Benoît, rue du Pot d'Or, connu pour abriter le café L'Aquarelle, est restauré en 2018-2022 dans son état néo-classique du XVIIIe siècle, donc sans reconstituer les fenêtres à croisée du XVIIe siècle, encore identifiables, et est réuni avec le bâtiment voisin qui en faisant à l'origine partie et dont il était auparavant séparé. Le couvent des Ursulines, Montagne de Bueren, précédemment restauré en 1997, l'est à nouveau en 2019-2021 avec la remise en peinture de la façade en couleur sang de bœuf et une mise en valeur des éléments du XVIIe siècle sans pour autant reconstituer les croisées manquantes,.

## Édifices
Liste non-exhaustive de bâtiments de style mosan et apparentés, classés par pays, région et localité et incluant le nom et la fonction contemporains de leur style. Peut inclure des bâtiments plus anciens transformés dans ce style (notamment les châteaux et les monastères, d'origine médiévale) ou transformés dans des styles postérieurs ; n'inclut pas les bâtiments disparus ou ceux ayant perdu trop de caractéristiques dans des transformations postérieures. Les bâtiments dotés de l'indice « (H) » présentent des volumes historicistes conséquents allant au-delà de la simple restauration.

### Allemagne

#### Rhénanie-du-Nord-Westphalie
| Illustration | Style          | Nom                                                                                     | Commune                             | Adresse                                 | Coordonnées                 |
| ------------ | -------------- | --------------------------------------------------------------------------------------- | ----------------------------------- | --------------------------------------- | --------------------------- |
|              | Mosan          | Abbaye de Burtscheid                                                                    | Aix-la-Chapelle (Burtscheid) (de)   | Abteiplatz, 52062 Aix-la-Chapelle       | 50° 45′ 46″ N, 6° 05′ 34″ E |
|              | Mosan tardif 2 | Maison                                                                                  | Aix-la-Chapelle (Aachen-Mitte) (de) | Annastraße 1-3, 52062 Aix-la-Chapelle   | 50° 46′ 28″ N, 6° 04′ 57″ E |
|              | Mosan tardif 2 | Maison                                                                                  | Aix-la-Chapelle (Aachen-Mitte) (de) | Annastraße 2, 52062 Aix-la-Chapelle     | 50° 46′ 28″ N, 6° 04′ 56″ E |
|              | Mosan          | Maison Rote Burg (de)                                                                   | Aix-la-Chapelle (Aachen-Mitte) (de) | Büchel 14, 52062 Aix-la-Chapelle        | 50° 46′ 34″ N, 6° 05′ 07″ E |
|              | Mosan tardif 2 | Maison Goldene Rose (de)                                                                | Aix-la-Chapelle (Aachen-Mitte) (de) | Fischmarkt 1, 52062 Aix-la-Chapelle     | 50° 46′ 28″ N, 6° 04′ 59″ E |
|              | Mosan tardif 2 | Maison                                                                                  | Aix-la-Chapelle (Aachen-Mitte) (de) | Franzstraße 40, 52062 Aix-la-Chapelle   | 50° 46′ 13″ N, 6° 05′ 06″ E |
|              | Mosan          | Maison Domkeller (de)(H)                                                                | Aix-la-Chapelle (Aachen-Mitte) (de) | Hof 1, 52062 Aix-la-Chapelle            | 50° 46′ 33″ N, 6° 05′ 07″ E |
|              | Mosan          | Hôtel particulier (Maison Zum güldenen Verken / Maison de la guilde des rétameurs) (de) | Aix-la-Chapelle (Aachen-Mitte) (de) | Jakobstraße 18, 52062 Aix-la-Chapelle   | 50° 46′ 31″ N, 6° 04′ 52″ E |
|              | Mosan          | Relais de poste (Postwagen) (de)                                                        | Aix-la-Chapelle (Aachen-Mitte) (de) | Krämerstraße 2, 52062 Aix-la-Chapelle   | 50° 46′ 34″ N, 6° 05′ 03″ E |
|              | Mosan tardif 2 | Maison                                                                                  | Aix-la-Chapelle (Aachen-Mitte) (de) | Münsterplatz 6, 52062 Aix-la-Chapelle   | 50° 46′ 28″ N, 6° 05′ 05″ E |
|              | Mosan          | Hôtel particulier (Grande maison d'Aix-la-Chapelle) (de)                                | Aix-la-Chapelle (Aachen-Mitte) (de) | Pontstraße 13, 52062 Aix-la-Chapelle    | 50° 46′ 38″ N, 6° 04′ 58″ E |
|              | Mosan          | Maison Zum Lindenbaum                                                                   | Aix-la-Chapelle (Aachen-Mitte) (de) | Rommelsgasse, 52062 Aix-la-Chapelle     | 50° 46′ 33″ N, 6° 05′ 06″ E |
|              | Mosan tardif 2 | Maison                                                                                  | Aix-la-Chapelle (Aachen-Mitte) (de) | Rosstraße 41, 52062 Aix-la-Chapelle     | 50° 46′ 17″ N, 6° 04′ 45″ E |
|              | Mosan          | Fermes de Nierstein (de)                                                                | Aix-la-Chapelle (Laurensberg) (de)  | Laurensbergerstraße 21-29, 52072 Aachen | 50° 48′ 39″ N, 6° 02′ 39″ E |
|              | Mosan          | Château de Mérode                                                                       | Langerwehe                          | Kreuzherrenstraße 1, 52379 Langerwehe   | 50° 47′ 57″ N, 6° 23′ 16″ E |

### Belgique

#### Province de Hainaut
| Illustration | Style           | Nom                                                              | Commune et section             | Adresse                                      | Coordonnées                 |
| ------------ | --------------- | ---------------------------------------------------------------- | ------------------------------ | -------------------------------------------- | --------------------------- |
|              | Mosan           | Château Bilquin-de Cartier                                       | Charleroi (Marchienne-au-Pont) | Place du Perron 38, 6030 Marchienne-au-Pont  | 50° 24′ 24″ N, 4° 23′ 38″ E |
|              | Mosan           | Château de Monceau-sur-Sambre                                    | Charleroi (Monceau-sur-Sambre) | Place Albert Ier 28, 6031 Monceau-sur-Sambre | 50° 24′ 33″ N, 4° 22′ 49″ E |
|              | Mosan           | Château de Lompret                                               | Chimay (Lompret)               | Courtil au Martias 18-19, 6463 Lompret       | 50° 03′ 50″ N, 4° 22′ 46″ E |
|              | Mosan tardif 2  | Château de Farciennes,                                           | Farciennes                     | Rue de l'Isle 87, 6240 Farciennes            | 50° 25′ 39″ N, 4° 33′ 28″ E |
|              | Gothique tardif | Maison espagnole                                                 | Thuin                          | Grand-Rue 21, Thuin                          | 50° 20′ 20″ N, 4° 17′ 18″ E |
|              | Gothique tardif | Hôtel particulier (Refuge de l'abbaye d'Aulne)                   | Thuin                          | Grand-Rue 22, Thuin                          | 50° 20′ 21″ N, 4° 17′ 18″ E |
|              | Gothique tardif | Hôtel particulier (Refuge de l'abbaye Saint-Pierre de Lobbes)(H) | Thuin                          | Grand-Rue 27-29, Thuin                       | 50° 20′ 20″ N, 4° 17′ 20″ E |
|              | Mosan           | Hôtel particulier (Hôtel Gendebien)                              | Thuin                          | Grand-Rue 34-36, 6530 Thuin                  | 50° 20′ 21″ N, 4° 17′ 20″ E |
|              | Mosan           | Château du Fosteau                                               | Thuin                          | Rue du Marquis 1, 6530 Thuin                 | 50° 18′ 18″ N, 4° 15′ 06″ E |
|              | Gothique tardif | Hôtel particulier (Hôtel de Bury)                                | Thuin                          | Rempart du Midi 4, 6530 Thuin                | 50° 20′ 19″ N, 4° 17′ 19″ E |

#### Province de Liège
| Illustration | Style           | Nom                                                                                      | Commune et section                    | Adresse                                                                     | Coordonnées                 |
| ------------ | --------------- | ---------------------------------------------------------------------------------------- | ------------------------------------- | --------------------------------------------------------------------------- | --------------------------- |
|              | Mosan           | Abbaye de la Paix-Dieu                                                                   | Amay                                  | Rue Paix-Dieu 1, 4540 Amay                                                  | 50° 34′ 17″ N, 5° 17′ 45″ E |
|              | Mosan           | Abbaye de Flône                                                                          | Amay (Flône)                          | Chaussée Romaine 2, 4540 Flône                                              | 50° 33′ 29″ N, 5° 20′ 09″ E |
|              | Mosan           | Château de Jehay                                                                         | Amay (Jehay)                          | Rue du Parc 1, 4540 Jehay                                                   | 50° 34′ 38″ N, 5° 19′ 24″ E |
|              | Mosan           | Château (Avouerie d'Anthisnes)                                                           | Anthisnes                             | Avenue de l'Abbaye 19, 4160 Anthisnes                                       | 50° 28′ 47″ N, 5° 31′ 24″ E |
|              | Mosan           | Ferme abbatiale Saint-Laurent                                                            | Anthisnes                             | Rue Elva 2, 4160 Anthisnes                                                  | 50° 28′ 48″ N, 5° 31′ 31″ E |
|              | Mosan           | Ferme d'Omalius                                                                          | Anthisnes                             | Cour d'Omalius 1, 4160 Anthisnes                                            | 50° 28′ 46″ N, 5° 31′ 32″ E |
|              | Mosan           | Maison                                                                                   | Aubel                                 | Route de Battice 2, 4880 Aubel                                              | 50° 42′ 14″ N, 5° 51′ 29″ E |
|              | Mosan           | Ferme de Langstraat                                                                      | Aubel                                 | Gorhez 346, 4880 Aubel                                                      | 50° 42′ 00″ N, 5° 50′ 18″ E |
|              | Mosan tardif 2  | Maison                                                                                   | Aubel                                 | Rue de Gorhez 7, 4880 Aubel                                                 | 50° 42′ 13″ N, 5° 51′ 28″ E |
|              | Mosan tardif 2  | Abbaye du Val-Dieu                                                                       | Aubel                                 | Val-Dieu 227, 4880 Aubel                                                    | 50° 41′ 54″ N, 5° 48′ 15″ E |
|              | Mosan           | Château de Harzé                                                                         | Aywaille (Harzé)                      | Rue de Bastogne 1, 4920 Harzé                                               | 50° 26′ 29″ N, 5° 39′ 59″ E |
|              | Mosan           | Château de Neufcour                                                                      | Beyne-Heusay                          | Rue Neufcour 36-42, 4610 Beyne-Heusay                                       | 50° 37′ 07″ N, 5° 39′ 05″ E |
|              | Mosan           | Ferme Delnooz                                                                            | Blegny (Barchon)                      | Rue Lieutenant Jungling 9, 4671 Barchon                                     | 50° 40′ 06″ N, 5° 41′ 35″ E |
|              | Mosan tardif 2  | Maison                                                                                   | Blegny (Trembleur)                    | Rue Troisfontaines 17, 4670 Blegny                                          | 50° 40′ 11″ N, 5° 43′ 00″ E |
|              | Mosan tardif 2  | Ferme de la Grosse Tour                                                                  | Burdinne                              | Rue de la Burdinale 6, 4210 Burdinne                                        | 50° 35′ 05″ N, 5° 04′ 26″ E |
|              | Mosan           | Château d'Oteppe                                                                         | Burdinne (Oteppe)                     | Rue du Château 1, 4210 Oteppe                                               | 50° 34′ 58″ N, 5° 07′ 34″ E |
|              | Mosan           | Abbaye de Beaufays                                                                       | Chaudfontaine (Beaufays)              | Route de l'Abbaye 106-110, 4052 Beaufays                                    | 50° 33′ 45″ N, 5° 39′ 00″ E |
|              | Gothique tardif | Château Le Borcht                                                                        | Dalhem (Berneau)                      | Rue Bruyère 5, 4607 Berneau                                                 | 50° 44′ 35″ N, 5° 43′ 46″ E |
|              | Mosan           | Maison                                                                                   | Engis (Hermalle-sous-Huy)             | Chaussée Freddy Terwagne 128A, 4480 Hermalle-sous-Huy                       | 50° 33′ 26″ N, 5° 21′ 44″ E |
|              | Mosan tardif 2  | Maison de la Héna                                                                        | Engis (Hermalle-sous-Huy)             | Rue Camille Lecrenier 54, 4480 Hermalle-sous-Huy                            | 50° 33′ 26″ N, 5° 22′ 15″ E |
|              | Mosan           | Château de Hermalle-sous-Huy                                                             | Engis (Hermalle-sous-Huy)             | Chaussée Freddy Terwagne 134-136, 4480 Hermalle-sous-Huy                    | 50° 33′ 27″ N, 5° 21′ 39″ E |
|              | Mosan tardif 2  | Presbytère                                                                               | Engis (Hermalle-sous-Huy)             | Rue Gérée 8, 4480 Hermalle-sous-Huy                                         | 50° 33′ 29″ N, 5° 21′ 43″ E |
|              | Mosan tardif 2  | Ferme de Hottine                                                                         | Engis (Hermalle-sous-Huy)             | Chemin de Hottine 14, 4480 Hermalle-sous-Huy                                | 50° 33′ 12″ N, 5° 20′ 17″ E |
|              | Mosan           | Maison Die Rose                                                                          | Eupen                                 | Gospertstraße 52, 4700 Eupen                                                | 50° 37′ 56″ N, 6° 02′ 07″ E |
|              | Mosan           | Ferme du château de Waleffe                                                              | Faimes (Les Waleffes)                 | Rue de Borlez 43, 4317 Les Waleffes                                         | 50° 38′ 11″ N, 5° 13′ 42″ E |
|              | Mosan           | Ferme Saint-Pierre                                                                       | Faimes (Les Waleffes)                 | Rue de Borlez 47, 4317 Les Waleffes                                         | 50° 38′ 13″ N, 5° 13′ 49″ E |
|              | Mosan tardif 2  | Château Pecsteen                                                                         | Faimes (Saives)                       | Rue Al Cadorette 8, 4317 Saives                                             | 50° 39′ 46″ N, 5° 14′ 21″ E |
|              | Mosan tardif 2  | Château d'Aigremont                                                                      | Flémalle (Awirs)                      | Rue du Château d'Aigremont 1, 4400 Awirs                                    | 50° 35′ 28″ N, 5° 24′ 53″ E |
|              | Mosan           | Château de Hollogne                                                                      | Grâce-Hollogne (Hollogne-aux-Pierres) | Rue de Bierset 4-6, 4460 Hollogne-aux-Pierres                               | 50° 38′ 26″ N, 5° 28′ 12″ E |
|              | Mosan           | Château de Hollogne-sur-Geer                                                             | Geer (Hollogne-sur-Geer)              | Rue du Centre, 4250 Hollogne-sur-Geer                                       | 50° 40′ 24″ N, 5° 12′ 27″ E |
|              | Mosan           | Château de Marsinne                                                                      | Héron (Couthuin)                      | Rue de la Médaille 17, 4218 Couthuin                                        | 50° 31′ 47″ N, 5° 07′ 05″ E |
|              | Mosan           | Château de Herstal                                                                       | Herstal                               | Place Licourt, 13, 4040 Herstal                                             | 50° 40′ 13″ N, 5° 38′ 20″ E |
|              | Mosan           | Maison Lovinfosse                                                                        | Herstal                               | Place Licourt 25-26, 4040 Herstal                                           | 50° 40′ 15″ N, 5° 38′ 20″ E |
|              | Mosan           | Maison                                                                                   | Herve                                 | Rue d'Elvaux 7, 4650 Herve                                                  | 50° 38′ 20″ N, 5° 47′ 40″ E |
|              | Mosan           | Maisons,                                                                                 | Herve                                 | Rue d'Elvaux 20 à 26, 4650 Herve                                            | 50° 38′ 19″ N, 5° 47′ 40″ E |
|              | Mosan           | Maisons,                                                                                 | Herve                                 | Rue Jardon 52-54, 4650 Herve                                                | 50° 38′ 17″ N, 5° 47′ 28″ E |
|              | Mosan tardif 2  | Presbytère                                                                               | Herve                                 | Rue Marie-Thérèse 10, 4650 Herve                                            | 50° 38′ 24″ N, 5° 47′ 44″ E |
|              | Mosan           | Maison                                                                                   | Herve                                 | Potiérue 14 à 20, 4650 Herve                                                | 50° 38′ 24″ N, 5° 47′ 40″ E |
|              | Mosan           | Château de Bolland                                                                       | Herve (Bolland)                       | Rue des Doyards 54, 4653 Bolland                                            | 50° 39′ 43″ N, 5° 45′ 42″ E |
|              | Gothique tardif | Hôtel particulier                                                                        | Huy                                   | Rue l'Apleit 5, 4500 Huy                                                    | 50° 31′ 10″ N, 5° 14′ 25″ E |
|              | Gothique tardif | Maison Lebrun                                                                            | Huy                                   | Rue l'Apleit 8, 4500 Huy                                                    | 50° 31′ 11″ N, 5° 14′ 25″ E |
|              | Mosan           | Hôtel particulier                                                                        | Huy                                   | Rue l'Apleit 9, 4500 Huy                                                    | 50° 31′ 11″ N, 5° 14′ 24″ E |
|              | Mosan           | Hôtel particulier (Refuge de l’abbaye du Val Saint-Lambert / Maison Batta)               | Huy                                   | Avenue de Batta 3-7, 4500 Huy                                               | 50° 31′ 07″ N, 5° 14′ 06″ E |
|              | Mosan           | Auberge (Hôtel de la Cloche)                                                             | Huy                                   | Quai de la Batte 10, 4500 Huy                                               | 50° 31′ 16″ N, 5° 14′ 14″ E |
|              | Mosan           | Maison                                                                                   | Huy                                   | Grand-Place 25, 4500 Huy                                                    | 50° 31′ 06″ N, 5° 14′ 26″ E |
|              | Mosan           | Maison                                                                                   | Huy                                   | Rue du Marché 39, 4500 Huy                                                  | 50° 31′ 05″ N, 5° 14′ 38″ E |
|              | Gothique tardif | Hospice d'Oultremont                                                                     | Huy                                   | Quai de Namur 1, 4500 Huy                                                   | 50° 31′ 11″ N, 5° 14′ 25″ E |
|              | Gothique tardif | Hôtel particulier (Hôtel d'Oultremont)                                                   | Huy                                   | Rue de la Résistance 7, 4500 Huy                                            | 50° 31′ 07″ N, 5° 14′ 15″ E |
|              | Gothique tardif | Maison                                                                                   | Huy                                   | Rue Sous-le-Château 42, 4500 Huy                                            | 50° 31′ 03″ N, 5° 14′ 20″ E |
|              | Gothique tardif | Maison                                                                                   | Huy                                   | Rue des Tanneurs 23, 4500 Huy                                               | 50° 30′ 58″ N, 5° 14′ 26″ E |
|              | Gothique tardif | Hôtel particulier (Maison du Gouverneur)                                                 | Huy                                   | Rue Vankeerberghen 14, 4500 Huy                                             | 50° 31′ 08″ N, 5° 14′ 35″ E |
|              | Mosan           | Couvent des Mineurs de Huy                                                               | Huy                                   | Rue Vankeerberghen 20, 4500 Huy                                             | 50° 31′ 07″ N, 5° 14′ 37″ E |
|              | Gothique tardif | Maison Nokin                                                                             | Huy                                   | Place Verte 6, 4500 Huy                                                     | 50° 31′ 05″ N, 5° 14′ 30″ E |
|              | Mosan           | Maison du Nouchestea                                                                     | Huy                                   | Rue Vierset-Godin 10-12, 4500 Huy                                           | 50° 31′ 08″ N, 5° 14′ 29″ E |
|              | Gothique tardif | Hôtel particulier (Refuge de l'abbaye d'Aulne)                                           | Huy                                   | Rue du Vieux Pont 2, 4500 Huy                                               | 50° 31′ 12″ N, 5° 13′ 59″ E |
|              | Mosan           | Ferme (Cense de Solières)                                                                | Huy (Ben-Ahin)                        | Rue du Crucifix 1, 4500 Ben-Ahin                                            | 50° 29′ 11″ N, 5° 10′ 53″ E |
|              | Mosan           | Château de Bonne-Espérance                                                               | Huy (Tihange)                         | Rue Bonne-Espérance 34, 4500 Tihange                                        | 50° 31′ 16″ N, 5° 16′ 09″ E |
|              | Gothique tardif | Maison Lespire                                                                           | Jalhay (Sart-lez-Spa)                 | Place du Marché 230, 4845 Jalhay                                            | 50° 31′ 01″ N, 5° 55′ 54″ E |
|              | Mosan           | Hospice (Hospice des Prébendiers)(H)                                                     | Liège (Amercœur)                      | Rue d'Amercœur 58, 4000 Liège                                               | 50° 38′ 08″ N, 5° 35′ 25″ E |
|              | Mosan tardif 2  | Hôtel particulier (Château des Grosses Battes)                                           | Liège (Angleur)                       | Quai des Ardennes 127, 4031 Liège                                           | 50° 36′ 56″ N, 5° 36′ 25″ E |
|              | Mosan           | Ferme de la Paix d'Angleur                                                               | Liège (Angleur)                       | Rue Ovide Decroly 59, 4031 Angleur                                          | 50° 36′ 41″ N, 5° 35′ 45″ E |
|              | Gothique tardif | Hôtel particulier (Maison d'Amay)                                                        | Liège (Centre)                        | Rue d'Amay 10-12, 4000 Liège                                                | 50° 38′ 28″ N, 5° 34′ 11″ E |
|              | Mosan           | Maison                                                                                   | Liège (Centre)                        | Impasse de l'Ange 5-7, 4000 Liège                                           | 50° 38′ 53″ N, 5° 34′ 48″ E |
|              | Mosan           | Maison                                                                                   | Liège (Centre)                        | Rue des Anglais 34, 4000 Liège                                              | 50° 38′ 50″ N, 5° 34′ 08″ E |
|              | Gothique tardif | Partie sud-ouest du cloître et portail de la cathédrale Saint-Paul                       | Liège (Centre)                        | Rue Bonne Fortune 6, 4000 Liège                                             | 50° 38′ 24″ N, 5° 34′ 18″ E |
|              | Mosan           | Maisons,                                                                                 | Liège (Centre)                        | Rue de la Boucherie 2-2A-2B / Rue de la Goffe 2, 4000 Liège                 | 50° 38′ 44″ N, 5° 34′ 40″ E |
|              | Mosan           | Maison                                                                                   | Liège (Centre)                        | Rue de la Casquette 22, 4000 Liège                                          | 50° 38′ 33″ N, 5° 34′ 07″ E |
|              | Mosan           | Couvent des Sœurs de Hasque,                                                             | Liège (Centre)                        | Rue Sœurs-de-Hasque, 9 / Rue Charles Magnette 5-9, 4000 Liège               | 50° 38′ 27″ N, 5° 34′ 28″ E |
|              | Mosan tardif 1  | Maison                                                                                   | Liège (Centre)                        | Chéravoie 11, 4000 Liège                                                    | 50° 38′ 34″ N, 5° 34′ 36″ E |
|              | Mosan           | Maison                                                                                   | Liège (Centre)                        | Rue de la Cité 7, 4000 Liège                                                | 50° 38′ 41″ N, 5° 34′ 39″ E |
|              | Mosan           | Maisons                                                                                  | Liège (Centre)                        | Rue de Bex 1-3, 4000 Liège                                                  | 50° 38′ 43″ N, 5° 34′ 31″ E |
|              | Mosan           | Maison                                                                                   | Liège (Centre)                        | Rue Delfosse 9, 4000 Liège                                                  | 50° 38′ 54″ N, 5° 34′ 57″ E |
|              | Mosan           | Maison À la Tête d'or                                                                    | Liège (Centre)                        | Rue de l'Épée 12, 4000 Liège                                                | 50° 38′ 42″ N, 5° 34′ 35″ E |
|              | Gothique tardif | Maison                                                                                   | Liège (Centre)                        | Rue de l'Épée 14, 4000 Liège                                                | 50° 38′ 42″ N, 5° 34′ 35″ E |
|              | Mosan tardif 1  | Maison Dieudonné Dujardin-Parady,                                                        | Liège (Centre)                        | Féronstrée 15, 4000 Liège                                                   | 50° 38′ 46″ N, 5° 34′ 39″ E |
|              | Mosan           | Maison (déplacée)                                                                        | Liège (Centre)                        | Féronstrée 92, 4000 Liège (à l'origine La Batte 10-11)                      | 50° 38′ 49″ N, 5° 34′ 51″ E |
|              | Mosan tardif 2  | Hôtel particulier (Hôtel Somzé)                                                          | Liège (Centre)                        | Féronstrée 94-96, 4000 Liège                                                | 50° 38′ 49″ N, 5° 34′ 52″ E |
|              | Gothique tardif | Maison Libotte                                                                           | Liège (Centre)                        | Rue Fond Saint-Servais 16, 4000 Liège                                       | 50° 38′ 48″ N, 5° 34′ 11″ E |
|              | Mosan           | Hôtel particulier                                                                        | Liège (Centre)                        | Rue Fond Saint-Servais 20, 4000 Liège                                       | 50° 38′ 48″ N, 5° 34′ 10″ E |
|              | Mosan tardif 1  | Maison Au Paradis terrestre                                                              | Liège (Centre)                        | Rue Gérardrie 25, 4000 Liège                                                | 50° 38′ 39″ N, 5° 34′ 27″ E |
|              | Mosan tardif 1  | Maisons,                                                                                 | Liège (Centre)                        | Quai de la Goffe 3 à 11, 4000 Liège                                         | 50° 38′ 34″ N, 5° 34′ 36″ E |
|              | Mosan           | Maison Havart                                                                            | Liège (Centre)                        | Quai de la Goffe 41, 4000 Liège                                             | 50° 38′ 43″ N, 5° 34′ 46″ E |
|              | Gothique tardif | Halle aux viandes,                                                                       | Liège (Centre)                        | Rue de la Halle 1, 4000 Liège                                               | 50° 38′ 43″ N, 5° 34′ 41″ E |
|              | Mosan tardif 1  | Maison (Ruche et hure)                                                                   | Liège (Centre)                        | Rue Hors-Château 9, 4000 Liège                                              | 50° 38′ 49″ N, 5° 34′ 40″ E |
|              | Mosan           | Hôtel particulier (Hôtel de Loets de Trixhe)(H)                                          | Liège (Centre)                        | Rue Hors-Château 29, 4000 Liège                                             | 50° 38′ 52″ N, 5° 34′ 45″ E |
|              | Mosan           | Maison(H)                                                                                | Liège (Centre)                        | Rue Hors-Château 65, 4000 Liège                                             | 50° 38′ 53″ N, 5° 34′ 53″ E |
|              | Mosan           | Maisons,.                                                                                | Liège (Centre)                        | Rue Hors-Château 106A-108B, 4000 Liège                                      | 50° 38′ 51″ N, 5° 34′ 51″ E |
|              | Mosan           | Hôtel particulier (Palais Curtius)                                                       | Liège (Centre)                        | Quai de Maestricht 13, 4000 Liège                                           | 50° 38′ 49″ N, 5° 35′ 03″ E |
|              | Mosan           | Maisons (déplacées)                                                                      | Liège (Centre)                        | Rue Mère-Dieu, 4000 Liège (à l'origine dans plusieurs rues du quartier)     | 50° 38′ 50″ N, 5° 34′ 37″ E |
|              | Mosan           | Ferme Samuel (déplacée)                                                                  | Liège (Centre)                        | Rue Mère-Dieu, 4000 Liège (à l'origine rue de Renory à Angleur)             | 50° 38′ 50″ N, 5° 34′ 37″ E |
|              | Mosan           | Couvent des Mineurs de Liège                                                             | Liège (Centre)                        | Cour des Mineurs, 4000 Liège                                                | 50° 38′ 49″ N, 5° 34′ 35″ E |
|              | Mosan tardif 1  | Maison                                                                                   | Liège (Centre)                        | Rue des Mineurs 23, 4000 Liège                                              | 50° 38′ 47″ N, 5° 34′ 34″ E |
|              | Mosan           | Couvent des Ursulines de Liège                                                           | Liège (Centre)                        | Montagne de Bueren 2, 4000 Liège                                            | 50° 38′ 51″ N, 5° 34′ 42″ E |
|              | Mosan tardif 1  | Maison Au Moriane                                                                        | Liège (Centre)                        | En Neuvice 55, 4000 Liège                                                   | 50° 38′ 41″ N, 5° 34′ 39″ E |
|              | Mosan tardif 1  | Maison                                                                                   | Liège (Centre)                        | En Neuvice 56, 4000 Liège                                                   | 50° 38′ 40″ N, 5° 34′ 39″ E |
|              | Mosan tardif 1  | Maison À la rose d'or                                                                    | Liège (Centre)                        | En Neuvice 58, 4000 Liège                                                   | 50° 38′ 40″ N, 5° 34′ 39″ E |
|              | Mosan           | Maison                                                                                   | Liège (Centre)                        | Rue du Palais 64, 4000 Liège                                                | 50° 38′ 48″ N, 5° 34′ 27″ E |
|              | Mosan tardif 1  | Maison Au Peron d'or                                                                     | Liège (Centre)                        | Rue du Pont 19, 4000 Liège                                                  | 50° 38′ 43″ N, 5° 34′ 39″ E |
|              | Mosan           | Maison                                                                                   | Liège (Centre)                        | Rue du Pont 22, 4000 Liège                                                  | 50° 38′ 43″ N, 5° 34′ 38″ E |
|              | Mosan tardif 1  | Maison Au Cocq d'or                                                                      | Liège (Centre)                        | Rue du Pont 25, 4000 Liège                                                  | 50° 38′ 43″ N, 5° 34′ 40″ E |
|              | Mosan tardif 1  | Maison Au Cigne                                                                          | Liège (Centre)                        | Rue Pont d'Île 41, 4000 Liège                                               | 50° 38′ 33″ N, 5° 34′ 17″ E |
|              | Mosan           | Maison                                                                                   | Liège (Centre)                        | Rue du Pot d'Or 30, 4000 Liège                                              | 50° 38′ 30″ N, 5° 34′ 10″ E |
|              | Mosan           | Hôtel particulier (Refuge de l'abbaye du Val-Benoît)                                     | Liège (Centre)                        | Rue du Pot d'Or 43, 4000 Liège                                              | 50° 38′ 28″ N, 5° 34′ 09″ E |
|              | Mosan           | Maison                                                                                   | Liège (Centre)                        | Place de la République française 21, 4000 Liège                             | 50° 38′ 36″ N, 5° 34′ 22″ E |
|              | Gothique tardif | Hôtel particulier (Hôtel Brictius)                                                       | Liège (Centre)                        | Place Saint-Denis 2-4, 4000 Liège                                           | 50° 38′ 36″ N, 5° 34′ 27″ E |
|              | Mosan tardif 1  | Maison                                                                                   | Liège (Centre)                        | Rue Saint-Georges 9, 4000 Liège (à l'origine Féronstrée 166)                | 50° 38′ 47″ N, 5° 34′ 51″ E |
|              | Renaissance     | Église Saint-Jacques (portail)                                                           | Liège (Centre)                        | Place Saint-Jacques 26, 4000 Liège                                          | 50° 38′ 14″ N, 5° 34′ 12″ E |
|              | Mosan           | Maison                                                                                   | Liège (Centre)                        | Rue Saint-Jean-en-Isle 11, 4000 Liège                                       | 50° 38′ 31″ N, 5° 34′ 09″ E |
|              | Mosan           | Maisons                                                                                  | Liège (Centre)                        | Rue Saint-Jean-en-Isle 30-32, 4000 Liège                                    | 50° 38′ 30″ N, 5° 34′ 09″ E |
|              | Gothique tardif | Palais des princes-évêques de Liège (cours intérieures et façade arrière)                | Liège (Centre)                        | Place Saint-Lambert, 16-18, 4000 Liège                                      | 50° 38′ 47″ N, 5° 34′ 27″ E |
|              | Mosan           | Hôtel particulier (Hôtel de Bocholtz)                                                    | Liège (Centre)                        | Place Saint-Michel 80, 4000 Liège                                           | 50° 38′ 43″ N, 5° 34′ 15″ E |
|              | Renaissance     | Hôtel particulier (Hôtel Desoër de Solières)                                             | Liège (Centre)                        | Place Saint-Michel 86, 4000 Liège                                           | 50° 38′ 42″ N, 5° 34′ 13″ E |
|              | Gothique tardif | Hôtel particulier (Refuge de l'abbaye d'Aulne)                                           | Liège (Centre)                        | Place Saint-Paul 2, 4000 Liège                                              | 50° 38′ 24″ N, 5° 34′ 15″ E |
|              | Mosan           | Maison                                                                                   | Liège (Centre)                        | Rue Saint-Paul 8, 4000 Liège                                                | 50° 38′ 24″ N, 5° 34′ 22″ E |
|              | Renaissance     | Hôtel particulier (Hôtel Torrentius)                                                     | Liège (Centre)                        | Rue Saint-Pierre 15, 4000 Liège                                             | 50° 38′ 44″ N, 5° 34′ 15″ E |
|              | Mosan           | Hôtel particulier                                                                        | Liège (Centre)                        | Rue Sur-la-Fontaine 112, 4000 Liège                                         | 50° 38′ 25″ N, 5° 34′ 04″ E |
|              | Mosan           | Relais de poste (déplacé)                                                                | Liège (Centre)                        | Impasse des Ursulines, 4000 Liège (à l'origine rue Saint-Jean-Baptiste, 11) | 50° 38′ 51″ N, 5° 34′ 38″ E |
|              | Mosan           | Béguinage du Saint-Esprit                                                                | Liège (Centre)                        | Impasse des Ursulines 14-24, 4000 Liège                                     | 50° 38′ 51″ N, 5° 34′ 39″ E |
|              | Mosan tardif 2  | Hospice des Incurables et des filles repenties                                           | Liège (Centre)                        | Rue du Vertbois 13, 4000 Liège                                              | 50° 38′ 17″ N, 5° 34′ 20″ E |
|              | Mosan           | Maison                                                                                   | Liège (Centre)                        | Rue Volière 31, 4000 Liège                                                  | 50° 38′ 51″ N, 5° 34′ 19″ E |
|              | Mosan           | Maison forte (Tour Rosen)                                                                | Liège (Guillemins)                    | Rue Bovy 19, 4000 Liège                                                     | 50° 37′ 28″ N, 5° 34′ 09″ E |
|              | Mosan           | Abbaye du Val-Benoît(H)                                                                  | Liège (Guillemins)                    | Rue Ernest Solvay 11, 4000 Liège                                            | 50° 36′ 58″ N, 5° 34′ 27″ E |
|              | Mosan           | Château de Fayenbois                                                                     | Liège (Jupille-sur-Meuse)             | Avenue d'Aix-la-Chapelle 60, 4020 Jupille-sur-Meuse                         | 50° 37′ 52″ N, 5° 38′ 30″ E |
|              | Mosan tardif 2  | Hôtel particulier                                                                        | Liège (Nord)                          | Quai Saint-Léonard 25-26, 4000 Liège                                        | 50° 38′ 52″ N, 5° 35′ 23″ E |
|              | Mosan           | Maison forte (Château des Quatre Tourettes)                                              | Liège (Nord)                          | Rue Saint-Léonard 535, 4000 Liège                                           | 50° 39′ 15″ N, 5° 36′ 15″ E |
|              | Mosan           | Maison                                                                                   | Liège (Outremeuse)                    | Rue des Écoliers 9-13, 4020 Liège                                           | 50° 38′ 36″ N, 5° 34′ 51″ E |
|              | Mosan           | Couvent des Récollets de Liège (portique provenant du château de Gaillarmont)(H),        | Liège (Outremeuse)                    | Rue Georges Simenon, 2-4 et 9-13, 4020 Liège                                | 50° 38′ 31″ N, 5° 35′ 05″ E |
|              | Mosan           | Maisons,                                                                                 | Liège (Outremeuse)                    | Chaussée des Prés 10-16, 4020 Liège                                         | 50° 38′ 33″ N, 5° 34′ 49″ E |
|              | Mosan           | Maison                                                                                   | Liège (Outremeuse)                    | Rue Puits-en-Sock 23, 4020 Liège                                            | 50° 38′ 27″ N, 5° 34′ 58″ E |
|              | Mosan tardif 1  | Maison Au Château de Franchimont                                                         | Liège (Outremeuse)                    | Rue Puits-en-Sock 29, 4020 Liège                                            | 50° 38′ 27″ N, 5° 34′ 59″ E |
|              | Mosan tardif 1  | Maison                                                                                   | Liège (Outremeuse)                    | Rue Puits-en-Sock 45, 4020 Liège                                            | 50° 38′ 26″ N, 5° 35′ 00″ E |
|              | Mosan tardif 1  | Maison À la Lance d'or                                                                   | Liège (Outremeuse)                    | Rue Puits-en-Sock 56, 4020 Liège                                            | 50° 38′ 25″ N, 5° 35′ 00″ E |
|              | Mosan           | Maison                                                                                   | Liège (Outremeuse)                    | Rue Puits-en-Sock 99, 4020 Liège                                            | 50° 38′ 22″ N, 5° 35′ 07″ E |
|              | Mosan           | Maison                                                                                   | Liège (Outremeuse)                    | Rue Raes-de-Heers 4, 4020 Liège                                             | 50° 38′ 22″ N, 5° 35′ 05″ E |
|              | Mosan           | Hospice Saint-Joseph                                                                     | Liège (Outremeuse)                    | Rue des Récollets 13, 4020 Liège                                            | 50° 38′ 28″ N, 5° 35′ 00″ E |
|              | Mosan           | Maison natale d'André Grétry                                                             | Liège (Outremeuse)                    | Rue des Récollets 34, 4020 Liège                                            | 50° 38′ 28″ N, 5° 35′ 01″ E |
|              | Mosan           | Maison                                                                                   | Liège (Outremeuse)                    | Place Saint-Pholien 10, 4020 Liège                                          | 50° 38′ 34″ N, 5° 34′ 48″ E |
|              | Gothique tardif | Hospice Sainte-Barbe                                                                     | Liège (Outremeuse)                    | Place Sainte-Barbe 11, 4020 Liège                                           | 50° 38′ 43″ N, 5° 35′ 06″ E |
|              | Mosan           | Maison                                                                                   | Liège (Outremeuse)                    | Rue des Tanneurs 39, 4020 Liège                                             | 50° 38′ 42″ N, 5° 35′ 02″ E |
|              | Mosan           | Maison                                                                                   | Liège (Sainte-Marguerite)             | Rue Naniot 100, 4000 Liège                                                  | 50° 39′ 08″ N, 5° 33′ 24″ E |
|              | Mosan           | Maison                                                                                   | Liège (Sainte-Marguerite)             | Rue Sainte-Marguerite 12-18, 4020 Liège                                     | 50° 38′ 44″ N, 5° 33′ 46″ E |
|              | Mosan           | Maison                                                                                   | Liège (Saint-Laurent)                 | Rue Hocheporte 11, 4000 Liège                                               | 50° 38′ 46″ N, 5° 33′ 56″ E |
|              | Mosan           | Maison                                                                                   | Liège (Saint-Laurent)                 | Mont Saint-Martin 7, 4000 Liège                                             | 50° 38′ 43″ N, 5° 34′ 05″ E |
|              | Gothique tardif | Hôtel particulier (Hôtel de Sélys-Longchamps)(H)                                         | Liège (Saint-Laurent)                 | Mont Saint-Martin 9-11, 4000 Liège                                          | 50° 38′ 42″ N, 5° 34′ 04″ E |
|              | Mosan           | Maison (annexe arrière)                                                                  | Liège (Saint-Laurent)                 | Mont Saint-Martin 26, 4000 Liège                                            | 50° 38′ 42″ N, 5° 34′ 01″ E |
|              | Gothique tardif | Hôtel particulier (Hôtel van den Steen de Jehay)                                         | Liège (Saint-Laurent)                 | Mont Saint-Martin 37-39, 4000 Liège                                         | 50° 38′ 41″ N, 5° 33′ 59″ E |
|              | Gothique tardif | Hôtel particulier (Hôtel de Coune),                                                      | Liège (Saint-Laurent)                 | Mont Saint-Martin 41, 4000 Liège                                            | 50° 38′ 40″ N, 5° 33′ 58″ E |
|              | Gothique tardif | Hôtel particulier (Hôtel décanal de la collégiale Saint-Martin),                         | Liège (Saint-Laurent)                 | Mont Saint-Martin 58, 4000 Liège                                            | 50° 38′ 40″ N, 5° 33′ 55″ E |
|              | Mosan           | Maisons,                                                                                 | Liège (Saint-Laurent)                 | Mont Saint-Martin 62A-62B, 4000 Liège                                       | 50° 38′ 41″ N, 5° 33′ 54″ E |
|              | Gothique tardif | Maison                                                                                   | Liège (Saint-Laurent)                 | Mont Saint-Martin 81, 4000 Liège                                            | 50° 38′ 39″ N, 5° 33′ 48″ E |
|              | Mosan           | Couvent des Sépulcrines de Sainte-Agathe                                                 | Liège (Saint-Laurent)                 | Rue Saint-Laurent 56, 4000 Liège                                            | 50° 38′ 36″ N, 5° 33′ 37″ E |
|              | Mosan           | Maison                                                                                   | Liège (Saint-Laurent)                 | Rue Saint-Laurent 66, 4000 Liège                                            | 50° 38′ 34″ N, 5° 33′ 36″ E |
|              | Mosan           | Abbaye de Saint-Laurent (aie sud-ouest et bâtiment d'angle donnant sur la rue Monulphe), | Liège (Saint-Laurent)                 | Rue Saint-Laurent 79, 4000 Liège                                            | 50° 38′ 29″ N, 5° 33′ 35″ E |
|              | Mosan           | Maison                                                                                   | Liège (Wandre)                        | Rue Henry de Louvain 1, 4020 Wandre                                         | 50° 40′ 10″ N, 5° 39′ 40″ E |
|              | Mosan           | Maison des Marêts                                                                        | Liège (Wandre)                        | Rue des Mârets 6-8, 4020 Wandre                                             | 50° 40′ 10″ N, 5° 39′ 40″ E |
|              | Mosan           | Château de Beusdael                                                                      | Plombières (Beusdael)                 | Rue de Beusdael 2, 4851 Beusdael                                            | 50° 45′ 04″ N, 5° 54′ 38″ E |
|              | Mosan tardif 2  | Hôtel particulier (Maison Planchar)                                                      | Saint-Nicolas (Montegnée)             | Chaussée Churchill 53, 4420 Montegnée                                       | 50° 38′ 43″ N, 5° 31′ 41″ E |
|              | Mosan           | Maison forte (La Torette)                                                                | Saint-Nicolas (Tilleur)               | Rue Chiff d'or 111, 4420 Tilleur                                            | 50° 37′ 11″ N, 5° 32′ 06″ E |
|              | Gothique tardif | Château de Courtejoye                                                                    | Seraing (Jemeppe-sur-Meuse)           | Rue Arnold de Lexhy 36, 4101 Jemeppe-sur-Meuse                              | 50° 37′ 01″ N, 5° 30′ 04″ E |
|              | Mosan           | Château d'Ordange                                                                        | Seraing (Jemeppe-sur-Meuse)           | Rue d'Ordange 8, 4101 Jemeppe-sur-Meuse                                     | 50° 37′ 04″ N, 5° 30′ 10″ E |
|              | Mosan           | Château de Wégimont                                                                      | Soumagne (Ayeneux)                    | Chaussée de Wégimont 76, 4630 Ayeneux                                       | 50° 36′ 45″ N, 5° 44′ 16″ E |
|              | Mosan           | Hôtel particulier (Maison Del Heid)                                                      | Theux                                 | Rue de la Chaussée 31-33, 4910 Theux                                        | 50° 32′ 05″ N, 5° 48′ 44″ E |
|              | Mosan           | Maison forte (Maison du Bailli)                                                          | Theux                                 | Marché 8-10, 4910 Theux                                                     | 50° 31′ 40″ N, 5° 49′ 15″ E |
|              | Mosan           | Hôtel particulier (Maison Lebrun)                                                        | Theux                                 | Place du Perron 2-4, 4910 Theux                                             | 50° 32′ 06″ N, 5° 48′ 48″ E |
|              | Mosan           | Château de Clermont                                                                      | Thimister-Clermont (Clermont)         | Rue du Bac 4-5, 4890 Clermont                                               | 50° 39′ 31″ N, 5° 53′ 00″ E |
|              | Mosan           | Château de l'Aguesse                                                                     | Thimister-Clermont (Clermont)         | Château de l'Aguesse 1, 4890 Clermont                                       | 50° 39′ 31″ N, 5° 52′ 43″ E |
|              | Gothique tardif | Château de Crawhez                                                                       | Thimister-Clermont (Clermont)         | Crawhez 10, 4890 Clermont                                                   | 50° 40′ 24″ N, 5° 53′ 07″ E |
|              | Mosan tardif 2  | Maison                                                                                   | Thimister-Clermont (Clermont)         | Place de la Halle 2, 4890 Clermont                                          | 50° 39′ 34″ N, 5° 52′ 59″ E |
|              | Mosan tardif 2  | Maison                                                                                   | Thimister-Clermont (Clermont)         | Place de la Halle 34, 4890 Clermont                                         | 50° 39′ 33″ N, 5° 53′ 04″ E |
|              | Mosan           | Château d'Abée                                                                           | Tinlot (Abée)                         | Rue Château d'Abée 1-3-4, 4557 Abée                                         | 50° 28′ 35″ N, 5° 21′ 04″ E |
|              | Mosan           | Château de la Fenderie                                                                   | Trooz (Forêt)                         | Rue Fenderie 5, 4870 Forêt                                                  | 50° 34′ 16″ N, 5° 41′ 27″ E |
|              | Mosan           | Couvent des Sépulcrines de Visé(H)                                                       | Visé                                  | Rue du Collège 31, 4600 Visé                                                | 50° 44′ 11″ N, 5° 41′ 40″ E |
|              | Mosan           | Hôtel de ville de Visé (reconstruit)(H)                                                  | Visé                                  | Rue des Récollets 1, 4600 Visé                                              | 50° 44′ 06″ N, 5° 41′ 36″ E |
|              | Mosan           | Château de Saroléa                                                                       | Visé (Cheratte)                       | Rue de Visé 1-3, 4602 Cheratte                                              | 50° 40′ 44″ N, 5° 40′ 07″ E |

#### Province de Limbourg
| Illustration | Style           | Nom                                                        | Commune et section            | Adresse                                     | Coordonnées                 |
| ------------ | --------------- | ---------------------------------------------------------- | ----------------------------- | ------------------------------------------- | --------------------------- |
|              | Gothique tardif | Château (Commanderie d'Alden Biesen)                       | Bilzen                        | Kasteelstraat 6, 3740 Bilzen                | 50° 50′ 31″ N, 5° 31′ 17″ E |
|              | Mosan tardif 1  | Hôtel de ville de Bilzen (nl)                              | Bilzen                        | Markt 1, 3740 Bilzen                        | 50° 52′ 13″ N, 5° 31′ 02″ E |
|              | Mosan           | Hôtel particulier (Maison Michiels)                        | Brée                          | Markt 8, 3960 Brée                          | 51° 08′ 29″ N, 5° 35′ 48″ E |
|              | Mosan tardif 2  | Presbytère                                                 | Brée                          | Pater Neyenslaan 2, 3960 Brée               | 51° 07′ 06″ N, 5° 38′ 46″ E |
|              | Mosan           | Couvent des Augustins                                      | Brée                          | Vrijthof 10, 3960 Brée                      | 51° 08′ 31″ N, 5° 35′ 51″ E |
|              | Mosan           | Ferme Blancktyshof                                         | Fourons (Fouron-le-Comte)     | Kinkenberg 6, 3798 Fouron-le-Comte          | 50° 45′ 32″ N, 5° 45′ 47″ E |
|              | Mosan           | Château (Commanderie de Fouron-Saint-Pierre)               | Fourons (Fouron-Saint-Pierre) | Commanderieshof 2, 3792 Fouron-Saint-Pierre | 50° 44′ 11″ N, 5° 49′ 19″ E |
|              | Mosan tardif 2  | Château d'Obsinnich (nl)                                   | Fourons (Rémersdael)          | Obsinnich 6, 3791 Rémersdael                | 50° 44′ 31″ N, 5° 53′ 26″ E |
|              | Mosan           | Auberge Het Sweert                                         | Hasselt                       | Grote Markt 3, 3500 Hasselt                 | 50° 55′ 47″ N, 5° 20′ 14″ E |
|              | Mosan           | Couvent des Sœurs grises de Hasselt                        | Hasselt                       | Thonissenlaan 75-77, 3500 Hasselt           | 50° 56′ 03″ N, 5° 20′ 18″ E |
|              | Gothique tardif | Abbaye de Herkenrode (entrée)                              | Hasselt (Curange)             | Herkenrodeabdij 1-4, 3511 Curange           | 50° 57′ 22″ N, 5° 16′ 40″ E |
|              | Mosan           | Château Dessener (nl)                                      | Kortessem (Wintershoven)      | Stationsstraat 47, 3722 Wintershoven        | 50° 51′ 31″ N, 5° 24′ 52″ E |
|              | Mosan           | Brasserie Paanhuis                                         | Looz                          | Hoepertingenstraat 26, 3840 Looz            | 50° 48′ 45″ N, 5° 17′ 00″ E |
|              | Mosan           | Maison canoniale                                           | Looz                          | Kortestraat 10, 3840 Looz                   | 50° 48′ 06″ N, 5° 20′ 36″ E |
|              | Mosan           | Hôtel de ville de Looz (nl)                                | Looz                          | Markt, 3840 Looz                            | 50° 48′ 09″ N, 5° 20′ 35″ E |
|              | Mosan           | Maison                                                     | Looz                          | Markt 10, 3840 Looz                         | 50° 48′ 09″ N, 5° 20′ 37″ E |
|              | Mosan           | Hôtel particulier (Hôtel canonial de l'église Saint-Odolf) | Looz                          | Speelhof 10, 3840 Looz                      | 50° 48′ 06″ N, 5° 20′ 44″ E |
|              | Mosan           | Maison De Gapers                                           | Maaseik                       | Bleumerstraat 47, 3680 Maaseik              | 51° 05′ 38″ N, 5° 47′ 40″ E |
|              | Mosan tardif 1  | Maison du Drossaard                                        | Maaseik                       | Bosstraat 21-23, 3680 Maaseik               | 51° 05′ 43″ N, 5° 47′ 24″ E |
|              | Mosan tardif 1  | Annexe de l'hôtel de ville de Maaseik                      | Maaseik                       | Eikerstraat 3, 3680 Maaseik                 | 51° 05′ 43″ N, 5° 47′ 32″ E |
|              | Mosan           | Maison                                                     | Maaseik                       | Grote Kerkstraat 31, 3680 Maaseik           | 51° 05′ 41″ N, 5° 47′ 40″ E |
|              | Mosan tardif 2  | Maison de l'évêque de Munster                              | Maaseik                       | Markt 33, 3680 Maaseik                      | 51° 05′ 43″ N, 5° 47′ 29″ E |
|              | Mosan tardif 1  | Maison De Bonte Os                                         | Maaseik                       | Markt 47, 3680 Maaseik                      | 51° 05′ 43″ N, 5° 47′ 30″ E |
|              | Gothique tardif | Château (Commanderie de Gruitrode) (nl)                    | Oudsbergen (Gruitrode)        | Kasteelstraat 2-4, Gruitrode                | 51° 05′ 27″ N, 5° 35′ 34″ E |
|              | Mosan tardif 2  | Ferme Casselaer (nl)                                       | Saint-Trond                   | Basiliekstraat 21, 3800 Saint-Trond         | 50° 51′ 38″ N, 5° 14′ 18″ E |
|              | Mosan tardif 2  | Maison du béguinage de Saint-Trond                         | Saint-Trond                   | Begijnhof 61, 3800 Saint-Trond              | 50° 49′ 16″ N, 5° 11′ 37″ E |
|              | Mosan           | Maison                                                     | Saint-Trond                   | Diesterstraat 16, 3800 Saint-Trond          | 50° 49′ 00″ N, 5° 11′ 11″ E |
|              | Mosan           | Maison                                                     | Saint-Trond                   | Heilig-Hartplein 1, 3800 Saint-Trond        | 50° 48′ 55″ N, 5° 11′ 14″ E |
|              | Mosan           | Maison                                                     | Saint-Trond                   | Luikerstraat 56, 3800 Saint-Trond           | 50° 48′ 51″ N, 5° 11′ 20″ E |
|              | Gothique tardif | Hôtel particulier                                          | Saint-Trond                   | Minderbroederstraat 6, 3800 Saint-Trond     | 50° 48′ 52″ N, 5° 11′ 10″ E |
|              | Mosan           | Hôtel particulier (Refuge de l'abbaye de Herkenrode)       | Saint-Trond                   | Schepen Dejonghstraat 16, 3800 Saint-Trond  | 50° 48′ 53″ N, 5° 11′ 22″ E |
|              | Mosan tardif 2  | Maison                                                     | Saint-Trond                   | Stapelstraat 70, 3800 Saint-Trond           | 50° 48′ 56″ N, 5° 10′ 55″ E |
|              | Mosan           | Moulin Grevens (nl)                                        | Saint-Trond (Gorsem)          | Grevensmolenweg 138, 3803 Gorsem            | 50° 49′ 31″ N, 5° 10′ 05″ E |
|              | Mosan           | Château (Commanderie d'Ordingen) (nl)                      | Saint-Trond (Ordingen)        | Ordingen-Dorp 50, 3800 Ordingen             | 50° 48′ 50″ N, 5° 14′ 00″ E |
|              | Mosan           | Ferme de la maison canoniale Ouwerxhoeve                   | Saint-Trond (Zepperen)        | Zepperen-Dorp 12, 3700 Zepperen             | 50° 49′ 19″ N, 5° 14′ 54″ E |
|              | Mosan           | Maison À l'Empereur                                        | Tongres                       | Grote Markt 7, 3700 Tongres                 | 50° 46′ 52″ N, 5° 27′ 48″ E |
|              | Mosan           | Église Saint-Jean-Baptiste (nl) (clocher uniquement)       | Tongres                       | Minderbroedersstraat 22, 3700 Tongres       | 50° 46′ 42″ N, 5° 27′ 53″ E |
|              | Gothique tardif | Maison de la monnaie                                       | Tongres                       | Muntstraat 25, 3700 Tongres                 | 50° 46′ 41″ N, 5° 27′ 46″ E |
|              | Mosan           | Maisons du béguinage de Tongres                            | Tongres                       | Onder de Linde, 3700 Tongres (et al.)       | 50° 46′ 44″ N, 5° 28′ 04″ E |

#### Province de Luxembourg
| Illustration | Style | Nom                   | Commune et entité           | Adresse                                      | Coordonnées                 |
| ------------ | ----- | --------------------- | --------------------------- | -------------------------------------------- | --------------------------- |
|              | Mosan | Halle aux blés        | Durbuy                      | Rue Comte Théodule d'Ursel 21, 6940 Durbuy   | 50° 21′ 07″ N, 5° 27′ 22″ E |
|              | Mosan | Maison Dochain        | Marche-en-Famenne           | Rue du Manoir 2, 6900 Marche-en-Famenne      | 50° 13′ 38″ N, 5° 20′ 33″ E |
|              | Mosan | Halle                 | Marche-en-Famenne           | Rue du Roi Albert 1, 6900 Marche-en-Famenne  | 50° 13′ 40″ N, 5° 20′ 36″ E |
|              | Mosan | Maison                | Marche-en-Famenne           | Rue des Savoyards 13, 6900 Marche-en-Famenne | 50° 13′ 37″ N, 5° 20′ 41″ E |
|              | Mosan | Château Jemeppe       | Marche-en-Famenne (Jemeppe) | Rue Félix Lefèvre 25, 6900 Jemeppe           | 50° 11′ 10″ N, 5° 18′ 49″ E |
|              | Mosan | Ferme (Vieille cense) | Marche-en-Famenne (Marloie) | Rue de la Station 4, 6900 Marloie            | 50° 12′ 03″ N, 5° 18′ 56″ E |

#### Province de Namur
| Illustration | Style           | Nom                                                                         | Commune et section             | Adresse                                                      | Coordonnées                 |
| ------------ | --------------- | --------------------------------------------------------------------------- | ------------------------------ | ------------------------------------------------------------ | --------------------------- |
|              | Gothique tardif | Presbytère                                                                  | Andenne (Sclayn)               | Grand-Place 114, 5300 Sclayn                                 | 50° 29′ 23″ N, 5° 01′ 38″ E |
|              | Gothique tardif | Ferme d'Atrive                                                              | Andenne (Seilles)              | Rue du Château 2, 5300 Seilles                               | 50° 29′ 56″ N, 5° 04′ 41″ E |
|              | Mosan           | Château de Courrière                                                        | Assesse (Courrière)            | Rue Bâtis de Corère 6, 5336 Courrière                        | 50° 22′ 42″ N, 4° 59′ 02″ E |
|              | Mosan           | Tour de Sevry                                                               | Beauraing (Javingue)           | Rue de la Tour 3, 5570 Javingue                              | 50° 05′ 39″ N, 4° 55′ 39″ E |
|              | Mosan           | Maison claustrale                                                           | Ciney                          | Rue Nicolas Anciaux 10, 5590 Ciney                           | 50° 17′ 50″ N, 5° 06′ 03″ E |
|              | Mosan           | Maison du gouverneur                                                        | Couvin (Mariembourg)           | Rue de France 3, 5660 Mariembourg                            | 50° 05′ 40″ N, 4° 31′ 17″ E |
|              | Mosan           | Maison                                                                      | Couvin (Mariembourg)           | Rue de France 28, 5660 Mariembourg                           | 50° 05′ 39″ N, 4° 31′ 13″ E |
|              | Gothique tardif | Maison                                                                      | Couvin (Mariembourg)           | Rue des Religieuses 17, 5660 Mariembourg                     | 50° 05′ 44″ N, 4° 31′ 15″ E |
|              | Mosan           | Abbaye Notre-Dame de Leffe                                                  | Dinant                         | Place de l'Abbaye 1, 5500 Dinant                             | 50° 16′ 08″ N, 4° 54′ 27″ E |
|              | Mosan           | Couvent des Carmélites de Dinant                                            | Dinant                         | Rue Georges Cousot 8, 5500 Dinant                            | 50° 15′ 17″ N, 4° 54′ 55″ E |
|              | Mosan           | Maison espagnole,                                                           | Dinant (Bouvignes-sur-Meuse)   | Place du Bailliage 16, 5500 Bouvignes-sur-Meuse              | 50° 16′ 21″ N, 4° 53′ 53″ E |
|              | Mosan tardif 2  | Maison du chapelain de la chapelle de la Croix-Monet                        | Éghezée (Aische-en-Refail)     | Rue de la Croix-Monet 1, 5310 Aische-en-Refail               | 50° 16′ 21″ N, 4° 53′ 53″ E |
|              | Mosan tardif 2  | Château de Montigny                                                         | Éghezée (Hanret)               | Rue de Montigny 65, 5310 Hanret                              | 50° 35′ 30″ N, 4° 58′ 47″ E |
|              | Mosan           | Château de Fernelmont                                                       | Fernelmont (Noville-les-Bois)  | Rue des Combattants 77, 5380 Noville-les-Bois                | 50° 32′ 48″ N, 4° 59′ 15″ E |
|              | Mosan           | Hôtel particulier (Maison du Chapitre)                                      | Fosses-la-Ville                | Place du Chapitre 11, 5070 Fosses-la-Ville                   | 50° 23′ 48″ N, 4° 41′ 54″ E |
|              | Mosan           | Château de Petit-Leez                                                       | Gembloux (Petit-Leez)          | Rue de Petit-Leez 129, 5031 Petit-Leez                       | 50° 34′ 17″ N, 4° 46′ 23″ E |
|              | Mosan           | Ferme du Royer                                                              | Gesves (Mozet)                 | Rue de Loyers 3, 5340 Mozet                                  | 50° 26′ 27″ N, 4° 59′ 08″ E |
|              | Mosan           | Château de Freÿr                                                            | Hastière (Waulsort)            | Rue de Meuse 12, Waulsort                                    | 50° 13′ 35″ N, 4° 53′ 20″ E |
|              | Mosan           | Château de Mielmont                                                         | Jemeppe-sur-Sambre (Onoz)      | Rue de Mielmont 3, 5190 Onoz                                 | 50° 29′ 55″ N, 4° 40′ 18″ E |
|              | Mosan tardif 1  | Maison                                                                      | Namur                          | Rue de l'Ange 18, 5000 Namur                                 | 50° 27′ 48″ N, 4° 51′ 58″ E |
|              | Mosan           | Hôtel particulier (Maison Rops),                                            | Namur                          | Rue des Brasseurs 169, 5000 Namur                            | 50° 27′ 44″ N, 4° 51′ 43″ E |
|              | Mosan           | Couvent des Célestines de Namur                                             | Namur                          | Place des Célestines 1-3, 5000 Namur                         | 50° 27′ 58″ N, 4° 52′ 15″ E |
|              | Mosan           | Collège des Jésuites de Namur                                               | Namur                          | Rue du Collège 8, 5000 Namur                                 | 50° 27′ 50″ N, 4° 51′ 45″ E |
|              | Mosan tardif 2  | Hôtel particulier                                                           | Namur                          | Rue de la Croix 44, 5000 Namur                               | 50° 27′ 49″ N, 4° 51′ 51″ E |
|              | Mosan           | Hôtel particulier                                                           | Namur                          | Rue de l'Étoile 22, 5000 Namur                               | 50° 27′ 55″ N, 4° 52′ 15″ E |
|              | Mosan           | Maison                                                                      | Namur                          | Rue de l'Évêché 5, 5000 Namur                                | 50° 27′ 49″ N, 4° 51′ 33″ E |
|              | Mosan           | Hôtel particulier (Mont-de-Piété)                                           | Namur                          | Rue du Lombard, 20                                           | 50° 27′ 53″ N, 4° 52′ 14″ E |
|              | Mosan           | Hôtel particulier (Hôtel d'Hambraine)                                       | Namur                          | Rue du Lombard, 28-30                                        | 50° 27′ 55″ N, 4° 52′ 16″ E |
|              | Gothique tardif | Hospice Saint-Gilles (angle sud-ouest)                                      | Namur                          | Rue Notre-Dame 1, 5000 Namur                                 | 50° 27′ 39″ N, 4° 52′ 04″ E |
|              | Mosan           | Hôtel particulier (Hôtel d'Hambraine)                                       | Namur                          | Rue du Lombard, 28-30                                        | 50° 27′ 55″ N, 4° 52′ 16″ E |
|              | Renaissance     | Palais de Justice (Palais des Gouverneurs du comté de Namur / Hôtel du Roi) | Namur                          | Place du Palais de Justice 4                                 | 50° 27′ 55″ N, 4° 51′ 34″ E |
|              | Mosan           | Halle al'Chair,                                                             | Namur                          | Rue du Pont 25, 5000 Namur                                   | 50° 27′ 44″ N, 4° 52′ 05″ E |
|              | Mosan           | Abbaye de Marche-les-Dames                                                  | Namur (Marche-les-Dames)       | Rue Notre-Dame du Vivier 153, 5024 Marche-les-Dames          | 50° 29′ 20″ N, 4° 57′ 24″ E |
|              | Mosan           | Château de Reppeau                                                          | Namur (Wierde)                 | Rue de Jausse 137-139, 5100 Wierde                           | 50° 25′ 29″ N, 4° 56′ 46″ E |
|              | Mosan           | Château de Falaën                                                           | Onhaye (Falaën)                | Rue du Château-Ferme 13, 5522 Falaën                         | 50° 16′ 40″ N, 4° 47′ 42″ E |
|              | Mosan           | Presbytère                                                                  | Philippeville (Fagnolle)       | Rue du Bailli 18, 5600 Fagnolle                              | 50° 06′ 20″ N, 4° 34′ 22″ E |
|              | Mosan           | Maison                                                                      | Philippeville (Fagnolle)       | Rue de l'Hospiteaux 1, 5600 Fagnolle                         | 50° 06′ 22″ N, 4° 34′ 08″ E |
|              | Mosan           | Château de Roly                                                             | Philippeville (Roly)           | Rue du Moulin de Roly 11, 5600 Roly                          | 50° 08′ 06″ N, 4° 32′ 15″ E |
|              | Mosan           | Château de Samart                                                           | Philippeville (Samart)         | Rue de la Chapelle 12, 5600 Samart                           | 50° 10′ 41″ N, 4° 32′ 05″ E |
|              | Mosan           | Maison                                                                      | Rochefort                      | rue Jacquet 43, 5580 Rochefort                               | 50° 09′ 21″ N, 5° 13′ 21″ E |
|              | Mosan           | Maison                                                                      | Rochefort                      | rue Jacquet 46, 5580 Rochefort                               | 50° 09′ 21″ N, 5° 13′ 20″ E |
|              | Mosan           | Maison                                                                      | Rochefort                      | rue Jacquet 55-57, 5580 Rochefort                            | 50° 09′ 19″ N, 5° 13′ 21″ E |
|              | Mosan           | Maison                                                                      | Rochefort                      | rue Jacquet 98, 5580 Rochefort                               | 50° 09′ 15″ N, 5° 13′ 14″ E |
|              | Mosan           | Maison (déplacée)                                                           | Rochefort                      | rue Jacquet 102, 5580 Rochefort (à l'origine à front de rue) | 50° 09′ 14″ N, 5° 13′ 13″ E |
|              | Mosan           | Château de Lavaux-Sainte-Anne                                               | Rochefort (Lavaux-Sainte-Anne) | Rue du Château 8, 5580 Lavaux-Sainte-Anne                    | 50° 06′ 57″ N, 5° 05′ 31″ E |
|              | Mosan           | Ferme du Pont-à-Biesme                                                      | Sambreville (Auvelais)         | Ruelle Evraux 6, 5060 Sambreville                            | 50° 26′ 29″ N, 4° 38′ 07″ E |
|              | Mosan           | Maison des Baillis                                                          | Viroinval (Nismes)             | Rue d'Avignon 1, 5670 Nismes                                 | 50° 04′ 27″ N, 4° 32′ 49″ E |
|              | Mosan           | Château de Treignes                                                         | Viroinval (Treignes)           | Rue Eugène Defraire 63, 5670 Treignes                        | 50° 05′ 35″ N, 4° 40′ 12″ E |
|              | Mosan           | Château de Spontin                                                          | Yvoir (Spontin)                | Chaussée de Dinant 8, 5530 Spontin                           | 50° 19′ 24″ N, 5° 00′ 26″ E |

### France

#### Département des Ardennes
| Illustration | Style       | Nom                 | Commune  | Adresse                               | Coordonnées                 |
| ------------ | ----------- | ------------------- | -------- | ------------------------------------- | --------------------------- |
|              | Mosan       | Maison des Prévôts  | Aubrives | Rue des Orfèvres 19, 08320 Aubrives   | 50° 06′ 09″ N, 4° 45′ 50″ E |
|              | Mosan       | Château de Chooz    | Chooz    | Rue Paul Emile Janson 10, 08600 Chooz | 50° 06′ 06″ N, 4° 48′ 30″ E |
|              | Mosan       | Château de Foisches | Foisches | Rue des Templiers 2, 08600 Foisches   | 50° 06′ 21″ N, 4° 44′ 20″ E |
|              | Mosan       | Maison              | Fumay    | Quai des Carmélites 18, 08170 Fumay   | 49° 59′ 43″ N, 4° 42′ 23″ E |
|              | Mosan       | Maison              | Fumay    | Quai des Carmélites 46, 08170 Fumay   | 49° 59′ 46″ N, 4° 42′ 27″ E |
|              | Mosan       | Maison              | Fumay    | Quai du Port au Blé 19, 08170 Fumay   | 49° 59′ 40″ N, 4° 42′ 19″ E |
|              | Mosan       | Maison              | Fumay    | Quai du Port au Blé 21, 08170 Fumay   | 49° 59′ 40″ N, 4° 42′ 19″ E |
|              | Renaissance | Château de Hierges, | Hierges  | 08320 Hierges                         | 50° 07′ 41″ N, 4° 46′ 40″ E |
|              | Mosan       | Maison espagnole    | Revin    | Rue Victor Hugo 2, 08500 Revin        | 49° 56′ 38″ N, 4° 38′ 14″ E |

### Pays-Bas

#### Province de Limbourg
| Illustration | Style           | Nom                                                        | Commune et section          | Adresse                                            | Coordonnées                 |
| ------------ | --------------- | ---------------------------------------------------------- | --------------------------- | -------------------------------------------------- | --------------------------- |
|              | Mosan           | Ferme de Kelmond                                           | Beek (Kelmond) (nl)         | Kelmonderhofweg 51, 6191 RB Kelmond                | 50° 55′ 20″ N, 5° 53′ 26″ E |
|              | Mosan           | Château (Maison De Dael) (nl)                              | Beekdaelen (Nuth)           | Daelderpad 1, 6361 BJ Nuth                         | 50° 55′ 20″ N, 5° 53′ 26″ E |
|              | Mosan           | Château d'Eijsden                                          | Eijsden-Margraten (Eijsden) | Graaf de Geloeslaan 8, 6245 AS Eijsden             | 50° 46′ 25″ N, 5° 41′ 59″ E |
|              | Mosan           | Château de Mheer(H) (nl)                                   | Eijsden-Margraten (Mheer)   | Dorpsstraat 6, 6261 NJ Mheer                       | 50° 46′ 49″ N, 5° 47′ 27″ E |
|              | Mosan tardif 2  | Château de Hoensbroek                                      | Heerlen (Hoensbroek)        | Klinkertstraat 110, 6433 PB Hoensbroek             | 50° 55′ 00″ N, 5° 55′ 06″ E |
|              | Gothique tardif | Château Hasselholt (nl)                                    | Maasgouw (Ohé en Laak)      | Burgemeester Minkenberglaan 9, 6109 AL Ohé en Laak | 51° 06′ 34″ N, 5° 50′ 07″ E |
|              | Mosan           | Couvent des Jésuites de Maastricht                         | Maastricht (Centre)         | Achter de Comedie 14, 6211 GZ Maastricht           | 50° 50′ 53″ N, 5° 41′ 31″ E |
|              | Mosan           | Hôtel particulier (nl)                                     | Maastricht (Centre)         | Achter de Molens 26-28-30, 6211 JC Maastricht      | 50° 50′ 45″ N, 5° 41′ 24″ E |
|              | Mosan           | Hôtel particulier                                          | Maastricht (Centre)         | Het Bat 18, 6211 EZ Maastricht                     | 50° 50′ 51″ N, 5° 41′ 40″ E |
|              | Mosan           | Maison sur le Geer                                         | Maastricht (Centre)         | Bonnefantenstraat 5, 6211 KL Maastricht            | 50° 50′ 43″ N, 5° 41′ 15″ E |
|              | Mosan           | Maison                                                     | Maastricht (Centre)         | Bredestraat 24, 6211 HC Maastricht                 | 50° 50′ 54″ N, 5° 41′ 24″ E |
|              | Mosan tardif 2  | Maison                                                     | Maastricht (Centre)         | Brusselsestraat 58, 6211 PG Maastricht             | 50° 50′ 59″ N, 5° 40′ 58″ E |
|              | Mosan           | Maison                                                     | Maastricht (Centre)         | Brusselsestraat 121, 6211 PD Maastricht            | 50° 50′ 58″ N, 5° 40′ 47″ E |
|              | Gothique tardif | Couvent des frères Cellites (nl)                           | Maastricht (Centre)         | Cellebroedersstraat 4, 6211 PK Maastricht          | 50° 51′ 01″ N, 5° 40′ 57″ E |
|              | Mosan           | Couvent des sœurs voilées                                  | Maastricht (Centre)         | Faliezusterspark 4-6-8, 6211 JT Maastricht         | 50° 50′ 44″ N, 5° 41′ 36″ E |
|              | Mosan           | Maison                                                     | Maastricht (Centre)         | Graanmarkt 1, 6211 HG Maastricht                   | 50° 50′ 50″ N, 5° 41′ 40″ E |
|              | Mosan tardif 2  | Maison                                                     | Maastricht (Centre)         | Grote Looiersstraat 6, 6211 JJ Maastricht          | 50° 50′ 45″ N, 5° 41′ 25″ E |
|              | Mosan           | Maison                                                     | Maastricht (Centre)         | Grote Looiersstraat 15, 6211 JH Maastricht         | 50° 50′ 43″ N, 5° 41′ 25″ E |
|              | Mosan           | Hôtel particulier                                          | Maastricht (Centre)         | Grote Looiersstraat 19, 6211 JH Maastricht         | 50° 50′ 42″ N, 5° 41′ 22″ E |
|              | Mosan tardif 1  | Maison                                                     | Maastricht (Centre)         | Hoogbrugstraat 19, 6221 CN Maastricht              | 50° 50′ 50″ N, 5° 42′ 03″ E |
|              | Mosan tardif 1  | Hôtel particulier (Porte de Beusdael / Refuge de Meerssen) | Maastricht (Centre)         | Hoogbrugstraat 43, 6221 CP Maastricht              | 50° 50′ 50″ N, 5° 41′ 58″ E |
|              | Gothique tardif | Couvent des Croisiers de Maastricht (cloîtres) (nl)        | Maastricht (Centre)         | Kruisherengang 21, 6211 NW Maastricht              | 50° 50′ 55″ N, 5° 41′ 02″ E |
|              | Mosan           | Maison                                                     | Maastricht (Centre)         | Kruisherengang 23, 6211 NW Maastricht              | 50° 50′ 53″ N, 5° 41′ 02″ E |
|              | Mosan           | Orphelinat protestant                                      | Maastricht (Centre)         | Lenculenstraat 33, 6211 KP Maastricht              | 50° 50′ 47″ N, 5° 41′ 16″ E |
|              | Mosan           | Maison(H)                                                  | Maastricht (Centre)         | Lenculenstraat 34, 6211 KR Maastricht              | 50° 50′ 48″ N, 5° 41′ 17″ E |
|              | Mosan           | Maison                                                     | Maastricht (Centre)         | Morenstraat 11, 6211 GE Maastricht                 | 50° 50′ 55″ N, 5° 41′ 36″ E |
|              | Mosan           | Hôtel particulier                                          | Maastricht (Centre)         | Platielstraat 13-15, 6211 GV Maastricht            | 50° 50′ 55″ N, 5° 41′ 23″ E |
|              | Mosan           | Hôtel particulier (Maison In den gouden leeuw)             | Maastricht (Centre)         | Rechtstraat 69A, 6221 EH Maastricht                | 50° 50′ 54″ N, 5° 41′ 54″ E |
|              | Mosan           | Maison De Ridder                                           | Maastricht (Centre)         | Ridderstraat 2A, 6211 HN Maastricht                | 50° 50′ 47″ N, 5° 41′ 34″ E |
|              | Mosan           | Maison                                                     | Maastricht (Centre)         | Stokstraat 1, 6211 GD Maastricht                   | 50° 50′ 56″ N, 5° 41′ 38″ E |
|              | Mosan tardif 1  | Maison                                                     | Maastricht (Centre)         | Stokstraat 28, 6211 GD Maastricht                  | 50° 50′ 54″ N, 5° 41′ 38″ E |
|              | Mosan           | Maison                                                     | Maastricht (Centre)         | Stokstraat 32, 6211 GD Maastricht                  | 50° 50′ 54″ N, 5° 41′ 39″ E |
|              | Mosan           | Hôtel particulier                                          | Maastricht (Centre)         | Stokstraat 43, 6211 GD Maastricht                  | 50° 50′ 52″ N, 5° 41′ 40″ E |
|              | Mosan           | Maison(H)                                                  | Maastricht (Centre)         | Stokstraat 59, 6211 GD Maastricht                  | 50° 50′ 51″ N, 5° 41′ 40″ E |
|              | Mosan           | Hôtel particulier                                          | Maastricht (Centre)         | Tafelstraat 13, 6211 JD Maastricht                 | 50° 50′ 45″ N, 5° 41′ 27″ E |
|              | Gothique tardif | Hôtel particulier (Hôtel du gouvernement espagnol)         | Maastricht (Centre)         | Vrijthof 18, 6211 LD Maastricht                    | 50° 50′ 54″ N, 5° 41′ 20″ E |
|              | Mosan           | Maison forte (Maison des Tourelles) (nl)                   | Sint Pieter (Maastricht)    | Lage Kanaaldijk 63, 6212 AJ Maastricht             | 50° 49′ 54″ N, 5° 41′ 39″ E |
|              | Mosan           | Maison du skipper                                          | Ooststellingwerf (Elsloo)   | Op de Berg 7, 6181 GT Ooststellingwerf             | 50° 56′ 52″ N, 5° 45′ 33″ E |
|              | Mosan           | Château De Bongard (nl)                                    | Simpelveld (Bocholtz)       | Schoolstraat 40, 6351 EJ Bocholtz                  | 50° 49′ 22″ N, 6° 00′ 12″ E |
|              | Mosan           | Maison                                                     | Sittard                     | Markt 20, 6131 EK Sittard                          | 50° 59′ 54″ N, 5° 52′ 12″ E |
|              | Mosan           | Hôtel particulier (Maison de Jacob Kritzraed)              | Sittard                     | Rosmolenstraat 2, 6131 HX Sittard                  | 50° 59′ 50″ N, 5° 52′ 14″ E |
|              | Mosan           | Hôtel particulier (Maison du skipper)                      | Stein (Urmond)              | Grote Straat 20, 6129 CP Urmond                    | 50° 59′ 33″ N, 5° 45′ 55″ E |
|              | Mosan           | Entrée et ferme du château de Cortenbach                   | Voerendaal                  | Cortenbach 2, 6367 GE Voerendaal                   | 50° 53′ 04″ N, 5° 56′ 08″ E |
|              | Gothique tardif | Château de Rivieren (nl)                                   | Voerendaal (Klimmen)        | Retersbekerweg 88, 6343 PL Klimmen                 | 50° 53′ 50″ N, 5° 55′ 28″ E |

### Néo-mosan

#### Belgique
| Illustration | Style     | Nom                              | Architecte                    | Commune et section    | Adresse                                      | Coordonnées                 |
| ------------ | --------- | -------------------------------- | ----------------------------- | --------------------- | -------------------------------------------- | --------------------------- |
|              | Néo-mosan | Galerie commerçante              |                               | Hasselt               | Grote Markt 16-21, Hasselt                   | 50° 55′ 45″ N, 5° 20′ 15″ E |
|              | Néo-mosan | Maison Masset                    | Paul Jaspar                   | Ixelles               | Avenue du Général de Gaulle 44, 1050 Ixelles | 50° 49′ 22″ N, 4° 22′ 22″ E |
|              | Néo-mosan | Maison                           |                               | Liège (Centre)        | Rue des Anglais 26, 4000 Liège               | 50° 38′ 50″ N, 5° 34′ 08″ E |
|              | Néo-mosan | Banque de Schaetzen              | Carlos Thirion                | Liège (Centre)        | Boulevard d'Avroy 4 -6, 4000 Liège           | 50° 38′ 23″ N, 5° 34′ 06″ E |
|              | Néo-mosan | École communale de Cointe        | Joseph Lousberg               | Liège (Cointe)        | Boulevard Gustave Kleyer 36, 4000 Liège      | 50° 37′ 15″ N, 5° 33′ 53″ E |
|              | Néo-mosan | Maison du port autonome de Liège | Roger Bastin / Jacques Dupuis | Liège (Centre)        | Quai de Maestricht 14, 4000 Liège            | 50° 38′ 49″ N, 5° 35′ 05″ E |
|              | Néo-mosan | Maison Oury                      | Paul Jaspar                   | Liège (Centre)        | Place Xavier Neujean 17, 4000 Liège          | 50° 38′ 46″ N, 5° 35′ 17″ E |
|              | Néo-mosan | Maison Rassenfosse               | Paul Jaspar                   | Liège (Laveu)         | Rue Saint-Gilles 366, 4000 Liège             | 50° 38′ 08″ N, 5° 33′ 25″ E |
|              | Néo-mosan | Maison Lovens                    | Paul Jaspar                   | Liège (Outremeuse)    | Rue Curtius 1, 4020 Liège                    | 50° 38′ 23″ N, 5° 34′ 06″ E |
|              | Néo-mosan | Maison                           |                               | Liège (Saint-Laurent) | Rue Saint-Laurent 135, 4000 Liège            | 50° 38′ 20″ N, 5° 33′ 24″ E |
|              | Néo-mosan | Maisons                          |                               | Rochefort             | Rue Jacquet 17-19, 5580 Rochefort            | 50° 09′ 25″ N, 5° 13′ 22″ E |
|              | Néo-mosan | Château (Manoir de Lébioles)     | Charles Soubre                | Spa (Creppe)          | Domaine de Lébioles 1/5, 4900 Creppe         | 50° 27′ 54″ N, 5° 49′ 54″ E |

#### Pays-Bas
| Illustration | Style     | Nom                         | Architecte         | Commune et section  | Adresse                               | Coordonnées                 |
| ------------ | --------- | --------------------------- | ------------------ | ------------------- | ------------------------------------- | --------------------------- |
|              | Néo-mosan | École primaire des filles   |                    | Maastricht (Centre) | Lenculenstraat 31, 6211 KP Maastricht | 50° 50′ 47″ N, 5° 41′ 17″ E |
|              | Néo-mosan | Magasin De Hollandse Damper | Victor Marres (nl) | Maastricht (Centre) | Muntstraat 50, 6211 EK Maastricht     | 50° 51′ 00″ N, 5° 41′ 32″ E |

### Inventaires du patrimoine
1. 1 2 3  Inventaire no 62063-INV-1987-02.
2. 1 2  Inventaire no 56078-INV-0165-02.
3. 1 2 3  Inventaire no 62063-INV-0089-02.
4. 1 2  Inventaire no 63089-INV-0067-01.
5. 1 2  Inventaire no 61031-INV-0438-01.
6. 1 2  Inventaire no 61031-INV-0328-01.
7. 1 2  Inventaire no 62063-INV-1118-02.
8. 1 2  Inventaire no 62063-INV-0001-02.
9. 1 2  Inventaire no 62063-INV-0234-02.
10. ↑  Inventaire no 62063-INV-1119-01.
11. 1 2   Monument national (27700).
12. 1 2   Monument national (27254).
13. 1 2  Inventaire no 62063-INV-1099-02.
14. 1 2 3  Inventaire no 62063-INV-0116-02.
15. 1 2  Inventaire no 62063-INV-2007-02.
16. 1 2  Inventaire no 37361.
17. ↑  Inventaire no 62063-INV-0629-02.
18. ↑  Inventaire no 62063-INV-0507-01.
19. ↑  Inventaire no 62063-INV-0699-02.
20. 1 2  Inventaire no 62063-INV-2227-01.
21. ↑  Inventaire no 62063-INV-0523-02.
22. ↑  Inventaire no 84059-INV-0031-01.
23. 1 2  Inventaire no 62063-INV-2957-01.
24. 1 2  Inventaire no 62063-INV-0594-02.
25. 1 2  Inventaire no 62063-INV-1956-02.
26. 1 2  Inventaire no 62063-INV-1945-02.
27. 1 2  Inventaire no 62063-INV-0128-02.
28. 1 2 3 4 5 6 7 8 9 10 11 12 13 14  (de) « Liste du patrimoine d'Aix-la-Chapelle », 27 septembre 2016 (consulté le 29 mars 2023)
29. ↑  (de) « Liste du patrimoine de Langerwehe », 2019 (consulté le 29 mars 2023)
30. ↑  Inventaire no 52011-INV-0058-01.
31. ↑  Inventaire no 52011-INV-0111-01.
32. ↑  Inventaire no 56016-INV-0221-02.
33. ↑  Inventaire no 52018-INV-0007-01,
34. ↑  Inventaire no 56078-INV-0164-02.
35. ↑  Inventaire no 56078-INV-0169-02.
36. ↑  Inventaire no 56078-INV-0424-02.
37. ↑  Inventaire no 56078-INV-0088-02.
38. ↑  Inventaire no 56078-INV-0213-02.
39. ↑  Inventaire no 61003-INV-0080-01.
40. ↑  Inventaire no 61003-INV-0013-01.
41. ↑  Inventaire no 61079-INV-0033-01.
42. ↑  Inventaire no 61079-INV-0029-01.
43. ↑  Inventaire no 61079-INV-0027-01.
44. ↑  Inventaire no 63003-INV-0061-01.
45. ↑  Inventaire no 63003-INV-0129-01.
46. ↑  Inventaire no 63003-INV-0066-01.
47. ↑  Inventaire no 63003-INV-0010-01.
48. ↑  Inventaire no 62009-INV-0051-01.
49. ↑  Inventaire no 62015-INV-0020-01.
50. ↑  Inventaire no 62119-INV-0002-01.
51. ↑  Inventaire no 62119-INV-0014-01.
52. ↑  Inventaire no 61010-INV-0006-01.
53. ↑  Inventaire no 61010-INV-0056-01.
54. ↑  Inventaire no 62022-INV-0005-01.
55. ↑  Inventaire no 62027-INV-0010-01.
56. ↑  Inventaire no 61080-INV-0044-01.
57. ↑  Inventaire no 61080-INV-0035-01.
58. ↑  Inventaire no 61080-INV-0045-01.
59. ↑  Inventaire no 61080-INV-0031-01.
60. ↑  Inventaire no 61080-INV-0034-01.
61. ↑   Patrimoine classé no 31126.
62. ↑  Inventaire no 64076-INV-0051-01.
63. ↑  Inventaire no 64076-INV-0053-01.
64. ↑  Inventaire no 64076-INV-0079-01.
65. ↑  Inventaire no 62120-INV-0005-01.
66. ↑  Inventaire no 62118-INV-0023-01.
67. ↑  Inventaire no 64029-INV-0027-01.
68. ↑  Inventaire no 61028-INV-0081-01.
69. ↑  Inventaire no 62051-INV-0039-02.
70. ↑  Inventaire no 62051-INV-0040-02.
71. ↑  Inventaire no 63035-INV-0016-01.
72. ↑  Inventaire no 63035-INV-0018-01.
73. ↑  Inventaire no 63035-INV-0019-01.
74. ↑  Inventaire no 63035-INV-0020-01.
75. ↑  Inventaire no 63035-INV-0036-01.
76. ↑  Inventaire no 63035-INV-0236-01.
77. ↑  Inventaire no 63035-INV-0261-01.
78. ↑  Inventaire no 63035-INV-0264-01.
79. ↑  Inventaire no 63035-INV-0079-01.
80. ↑  Inventaire no 61031-INV-0128-01.
81. ↑  Inventaire no 61031-INV-0040-01.
82. ↑  Inventaire no 61031-INV-0041-01.
83. ↑  Inventaire no 61031-INV-0064-01.
84. ↑  Inventaire no 61031-INV-0132-01.
85. ↑  Inventaire no 61031-INV-0270-01.
86. ↑  Inventaire no 61031-INV-0004-01.
87. ↑  Inventaire no 61031-INV-0025-01.
88. ↑  Inventaire no 61031-INV-0404-01.
89. ↑  Inventaire no 61031-INV-0418-01.
90. ↑  Inventaire no 61031-INV-0428-01.
91. ↑  Inventaire no 61031-INV-0430-01.
92. ↑  Inventaire no 61031-INV-0445-01.
93. ↑  Inventaire no 61031-INV-0446-01.
94. ↑  Inventaire no 61031-INV-0492-01.
95. ↑  Inventaire no 61031-INV-0529-01.
96. ↑  Inventaire no 63038-INV-0012-01.
97. ↑  Inventaire no 62063-INV-0012-02.
98. ↑  Inventaire no 62063-INV-1650-02.
99. ↑  Inventaire no 62063-INV-1519-02.
100. ↑  Inventaire no 62063-INV-1977-02.
101. ↑  Inventaire no 62063-INV-0017-02.
102. ↑  Inventaire no 62063-INV-0212-02.
103. ↑  Inventaire no 62063-INV-0309-02.
104. ↑  Inventaire no 62063-INV-0310-02.
105. ↑  Inventaire no 62063-INV-0311-02.
106. ↑  Inventaire no 62063-INV-0561-02.
107. ↑  Inventaire no 62063-INV-0336-02.
108. ↑  Inventaire no 62063-INV-0689-02.
109. ↑  Inventaire no 62063-INV-1306-02.
110. ↑  Inventaire no 62063-INV-0372-02.
111. ↑  Inventaire no 62063-INV-0373-02.
112. ↑  Inventaire no 62063-INV-0295-02.
113. ↑  Inventaire no 62063-INV-0391-02.
114. ↑  Inventaire no 62063-INV-0455-02.
115. ↑  Inventaire no 62063-INV-0456-02.
116. ↑  Inventaire no 62063-INV-0469-02.
117. ↑  Inventaire no 62063-INV-2698-01.
118. ↑  Inventaire no 62063-INV-0477-02.
119. ↑  Inventaire no 62063-INV-0517-02.
120. ↑  Inventaire no 62063-INV-0520-02.
121. ↑  Inventaire no 62063-INV-0542-02.
122. ↑  Inventaire no 62063-INV-0553-02.
123. ↑  Inventaire no 62063-INV-0554-02.
124. ↑  Inventaire no 62063-INV-0556-02.
125. ↑  Inventaire no 62063-INV-1950-02.
126. ↑  Inventaire no 62063-INV-0557-02.
127. ↑  Inventaire no 62063-INV-0560-02.
128. ↑  Inventaire no 62063-INV-0627-02.
129. ↑  Inventaire no 62063-INV-0637-02.
130. ↑  Inventaire no 62063-INV-0575-02.
131. ↑  Inventaire no 62063-INV-0592-02.
132. ↑  Inventaire no 62063-INV-0593-02.
133. ↑  Inventaire no 62063-INV-0688-02.
134. ↑  Inventaire no 62063-INV-2476-01.
135. ↑  Inventaire no 62063-INV-1538-02.
136. ↑  Inventaire no 62063-INV-0737-02.
137. ↑  Inventaire no 62063-INV-0746-02.
138. ↑  Inventaire no 62063-INV-0051-02.
139. ↑  Inventaire no 62063-INV-0766-02.
140. ↑  Inventaire no 62063-INV-1782-02.
141. ↑  Inventaire no 62063-INV-0768-02.
142. ↑  Inventaire no 62063-INV-2797-01.
143. ↑  Inventaire no 62063-INV-0855-02.
144. ↑  Inventaire no 62063-INV-0858-02.
145. ↑  Inventaire no 62063-INV-0861-02.
146. ↑  Inventaire no 62063-INV-0896-02.
147. ↑  Inventaire no 62063-INV-0919-02.
148. ↑  Inventaire no 62063-INV-0923-02.
149. ↑  Inventaire no 62063-INV-0998-02.
150. ↑  Inventaire no 62063-INV-2965-01.
151. ↑  Inventaire no 62063-INV-1107-02.
152. ↑  Inventaire no 62063-INV-1114-02.
153. ↑  Inventaire no 62063-INV-1154-02.
154. ↑  Inventaire no 62063-INV-0093-02.
155. ↑  Inventaire no 62063-INV-1365-02.
156. ↑  Inventaire no 62063-INV-3134-01.
157. ↑  Inventaire no 62063-INV-1974-02.
158. ↑  Inventaire no 62063-INV-1422-02.
159. ↑  Inventaire no 62063-INV-1490-02.
160. ↑  Inventaire no 62063-INV-0318-02.
161. ↑  Inventaire no 62063-INV-1412-02.
162. ↑  Inventaire no 62063-INV-1605-02.
163. ↑  Inventaire no 62063-INV-1132-02.
164. ↑  Inventaire no 62063-INV-1152-02.
165. ↑  Inventaire no 62063-INV-0420-02.
166. ↑  Inventaire no 62063-INV-0845-02.
167. ↑  Inventaire no 62063-INV-1944-02.
168. ↑  Inventaire no 62063-INV-0353-02.
169. ↑  Inventaire no 62063-INV-0357-02.
170. ↑  Inventaire no 62063-INV-0924-02.
171. ↑  Inventaire no 62063-INV-0948-02.
172. ↑  Inventaire no 62063-INV-0959-02.
173. ↑  Inventaire no 62063-INV-0967-02.
174. ↑  Inventaire no 62063-INV-0428-02.
175. ↑  Inventaire no 62063-INV-0981-02.
176. ↑  Inventaire no 62063-INV-0987-02.
177. ↑  Inventaire no 62063-INV-0106-02.
178. ↑  Inventaire no 62063-INV-1394-02.
179. ↑  Inventaire no 62063-INV-0059-02.
180. ↑  Inventaire no 62063-INV-1239-02.
181. ↑  Inventaire no 62063-INV-0140-02.
182. ↑  Inventaire no 62063-INV-0233-02.
183. ↑  Inventaire no 62063-INV-0243-02.
184. ↑  Inventaire no 62063-INV-1976-02.
185. ↑  Inventaire no 62063-INV-0250-02.
186. ↑  Inventaire no 62063-INV-0259-02.
187. ↑  Inventaire no 62063-INV-0263-02.
188. ↑  Inventaire no 62063-INV-0264-02.
189. ↑  Inventaire no 62063-INV-0272-02.
190. ↑  Inventaire no 62063-INV-1124-02.
191. ↑  Inventaire no 62063-INV-1126-02.
192. ↑  Inventaire no 62063-INV-1127-02.
193. ↑  Inventaire no 62063-INV-0273-02.
194. ↑  Inventaire no 62063-INV-2172-01.
195. ↑  Inventaire no 62063-INV-1637-02.
196. ↑  Inventaire no 63088-INV-0001-01.
197. ↑  Inventaire no 62093-INV-0008-01.
198. ↑  Inventaire no 62093-INV-0026-01.
199. ↑  Inventaire no 62096-INV-0024-02.
200. ↑  Inventaire no 62096-INV-0025-02.
201. ↑  Inventaire no 62099-INV-0014-01.
202. ↑  Inventaire no 63076-INV-0222-01.
203. ↑  Inventaire no 63076-INV-0027-01.
204. ↑  Inventaire no 63076-INV-0260-01.
205. ↑  Inventaire no 63089-INV-0038-01.
206. ↑  Inventaire no 63089-INV-0023-01.
207. ↑  Inventaire no 63089-INV-0040-01.
208. ↑  Inventaire no 63089-INV-0052-01.
209. ↑  Inventaire no 61081-INV-0004-01.
210. ↑  Inventaire no 62122-INV-0124-01.
211. ↑  Inventaire no 62108-INV-0043-02.
212. ↑  Inventaire no 62108-INV-0054-02.
213. ↑  Inventaire no 62108-INV-0082-02.
214. ↑  Inventaire no 135259.
215. ↑  Inventaire no 559.
216. ↑  Inventaire no 70855.
217. ↑  Inventaire no 71046.
218. ↑  Inventaire no 70879.
219. ↑  Inventaire no 37645.
220. ↑  Inventaire no 37914.
221. ↑  Inventaire no 37821.
222. ↑  Inventaire no 21905.
223. ↑  Inventaire no 21900.
224. ↑  Inventaire no 135252.
225. ↑  Inventaire no 32464.
226. ↑  Inventaire no 31931.
227. ↑  Inventaire no 31780.
228. ↑  Inventaire no 31791.
229. ↑  Inventaire no 31797.
230. ↑  Inventaire no 31821.
231. ↑  Inventaire no 86116.
232. ↑  Inventaire no 86136.
233. ↑  Inventaire no 88658.
234. ↑  Inventaire no 73351.
235. ↑  Inventaire no 73420.
236. ↑  Inventaire no 73430.
237. ↑  Inventaire no 86194.
238. ↑  Inventaire no 23005.
239. ↑  Inventaire no 23043.
240. ↑  Inventaire no 22707.
241. ↑  Inventaire no 22783.
242. ↑  Inventaire no 22854.
243. ↑  Inventaire no 22864.
244. ↑  Inventaire no 22922.
245. ↑  Inventaire no 22963.
246. ↑  Inventaire no 22730.
247. ↑  Inventaire no 303483.
248. ↑  Inventaire no 23174.
249. ↑  Inventaire no 37210.
250. ↑  Inventaire no 37310.
251. ↑  Inventaire no 120866.
252. ↑  Inventaire no 83012-INV-0087-02.
253. ↑  Inventaire no 83034-INV-0025-02.
254. ↑  Inventaire no 83034-INV-0124-02.
255. ↑  Inventaire no 83034-INV-0132-02.
256. ↑  Inventaire no 83034-INV-0111-02.
257. ↑  Inventaire no 83034-INV-0143-02.
258. ↑  Inventaire no 92003-INV-0122-01.
259. ↑  Inventaire no 92003-INV-0084-01.
260. ↑  Inventaire no 92006-INV-0023-02.
261. ↑  Inventaire no 91013-INV-0278-01.
262. ↑  Inventaire no 91030-INV-0070-01.
263. ↑  Inventaire no 93014-INV-0330-01.
264. ↑  Inventaire no 93014-INV-0341-01.
265. ↑  Inventaire no 93014-INV-0351-01.
266. ↑  Inventaire no 91034-INV-0077-01.
267. ↑  Inventaire no 91034-INV-0356-01.
268. ↑  Inventaire no 91034-INV-0046-01.
269. ↑  Inventaire no 92035-INV-0014-01.
270. ↑  Inventaire no 92035-INV-0075-01.
271. ↑  Inventaire no 92138-INV-0092-01.
272. ↑  Inventaire no 92048-INV-0014-02.
273. ↑  Inventaire no 92142-INV-0001-01.
274. ↑  Inventaire no 92054-INV-0016-02.
275. ↑  Inventaire no 91142-INV-0036-01.
276. ↑  Inventaire no 92140-INV-0042-01.
277. ↑  Inventaire no 92094-INV-0237-02.
278. ↑  Inventaire no 92094-INV-0307-02.
279. ↑  Inventaire no 92094-INV-0567-02.
280. ↑  Inventaire no 92094-INV-0390-02.
281. ↑  Inventaire no 92094-INV-0409-02.
282. ↑  Inventaire no 92094-INV-0891-02.
283. ↑  Inventaire no 92094-INV-0559-02.
284. ↑  Inventaire no 92094-INV-0564-02.
285. ↑  Inventaire no 92094-INV-0579-02.
286. ↑  Inventaire no 92094-INV-0564-02.
287. ↑  Inventaire no 92094-INV-0597-02.
288. ↑  Inventaire no 92094-INV-0606-02.
289. ↑  Inventaire no 92094-INV-0164-02.
290. ↑  Inventaire no 2094-INV-0820-02.
291. ↑  Inventaire no 91103-INV-0023-01.
292. ↑  Inventaire no 93056-INV-0009-01.
293. ↑  Inventaire no 93056-INV-0025-01.
294. ↑  Inventaire no 93056-INV-0173-01.
295. ↑  Inventaire no 93056-INV-0194-01.
296. ↑  Inventaire no 91114-INV-0117-01.
297. ↑  Inventaire no 91114-INV-0120-01.
298. ↑  Inventaire no 91114-INV-0126-01.
299. ↑  Inventaire no 91114-INV-0133-01.
300. ↑  Inventaire no 91114-INV-0136-01.
301. ↑  Inventaire no 91114-INV-0094-01.
302. ↑  Inventaire no 92137-INV-0008-01.
303. ↑  Inventaire no 93090-INV-0053-01.
304. ↑  Inventaire no 93090-INV-0100-01.
305. ↑  Inventaire no 91141-INV-0191-01.
306. ↑  Notice no PA00078557, sur la plateforme ouverte du patrimoine, base Mérimée, ministère français de la Culture.
307. ↑  Notice no IA08000178, sur la plateforme ouverte du patrimoine, base Mérimée, ministère français de la Culture.
308. ↑  Notice no PA00078451, sur la plateforme ouverte du patrimoine, base Mérimée, ministère français de la Culture.
309. ↑  Château de Hierges sur Structurae.
310. ↑  Notice no PA00078553, sur la plateforme ouverte du patrimoine, base Mérimée, ministère français de la Culture.
311. ↑   Monument national (8781).
312. ↑   Monument national (30919).
313. ↑   Monument national (421723).
314. ↑   Monument national (529938).
315. ↑   Monument national (21244).
316. ↑   Monument national (509886).
317. ↑   Monument national (26649).
318. ↑   Monument national (26654).
319. ↑   Monument national (26696).
320. ↑   Monument national (26751).
321. ↑   Monument national (26841).
322. ↑   Monument national (26888).
323. ↑   Monument national (26915).
324. ↑   Monument national (26947).
325. ↑   Monument national (26964).
326. ↑   Monument national (26965).
327. ↑   Monument national (27021).
328. ↑   Monument national (27026).
329. ↑   Monument national (27030).
330. ↑   Monument national (27798).
331. ↑   Monument national (27255).
332. ↑   Monument national (27283).
333. ↑   Monument national (27284).
334. ↑   Monument national (27390).
335. ↑   Monument national (27515).
336. ↑   Monument national (27877).
337. ↑   Monument national (27520).
338. ↑   Monument national (27570).
339. ↑   Monument national (27580).
340. ↑   Monument national (27582).
341. ↑   Monument national (27606).
342. ↑   Monument national (27616).
343. ↑   Monument national (27620).
344. ↑   Monument national (27963).
345. 1 2   Monument national (34874).
346. ↑   Monument national (33606).
347. ↑   Monument national (33739).
348. ↑   Monument national (34843).
349. ↑   Monument national (526854).
350. ↑   Monument national (519573).
351. ↑  Inventaire no 21913.
352. ↑  Inventaire no 62063-INV-0171-02 .
353. ↑  Inventaire no 62063-INV-2441-01 .
354. ↑  Inventaire no 62063-INV-2775-01 .
355. ↑  Inventaire no 62063-INV-2977-01 .
356. ↑  Inventaire no 62063-INV-2276-01 .
357. ↑  Inventaire no 63072-INV-0004-02 .
358. ↑   Monument national (506715).
359. ↑   Monument national (506716).